# Laatbloeier

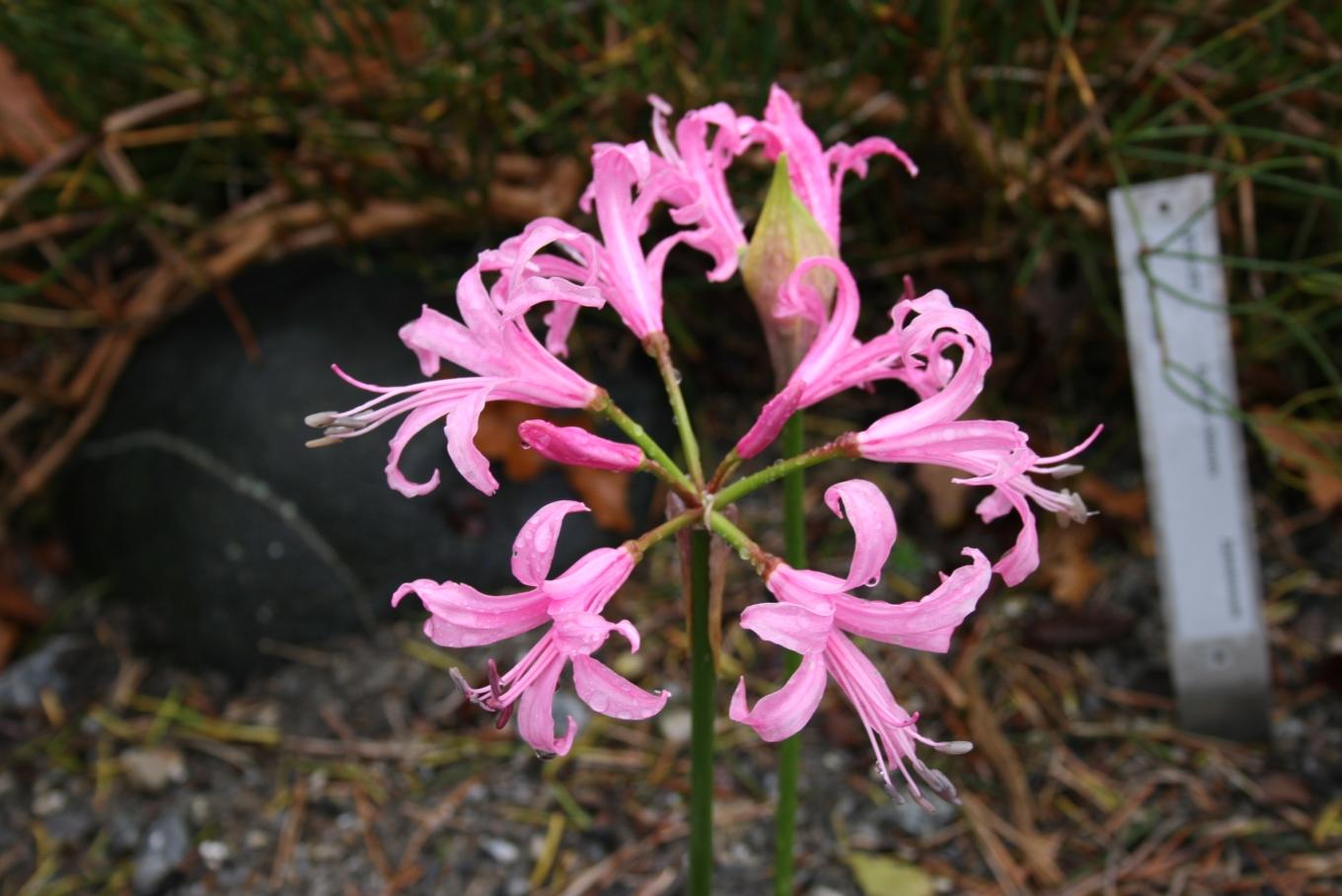
Nerine bowdenii

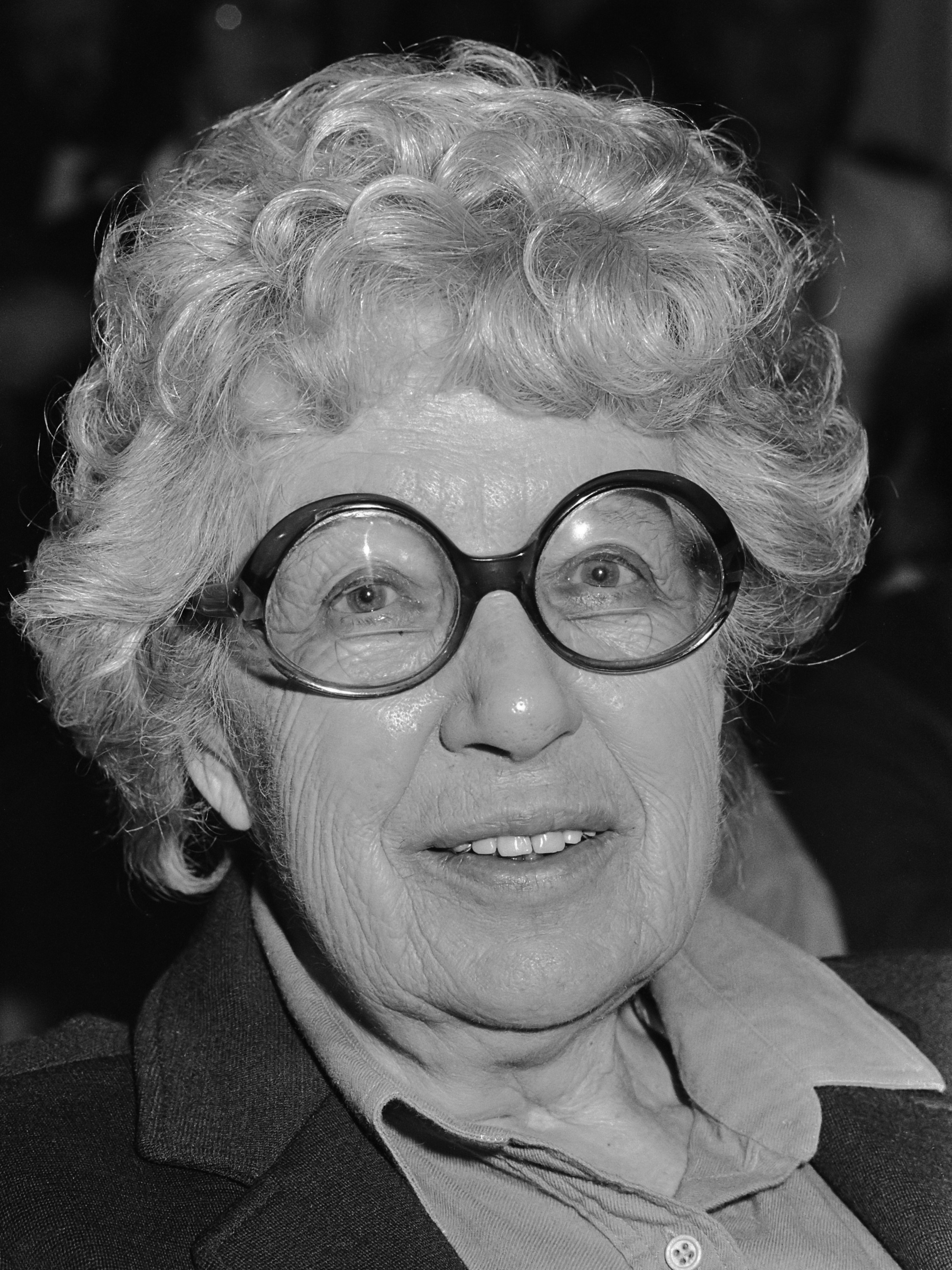
Annie MG Schmidt (1911-1995) was als Nederlands dichteres en schrijfster een laatbloeier.

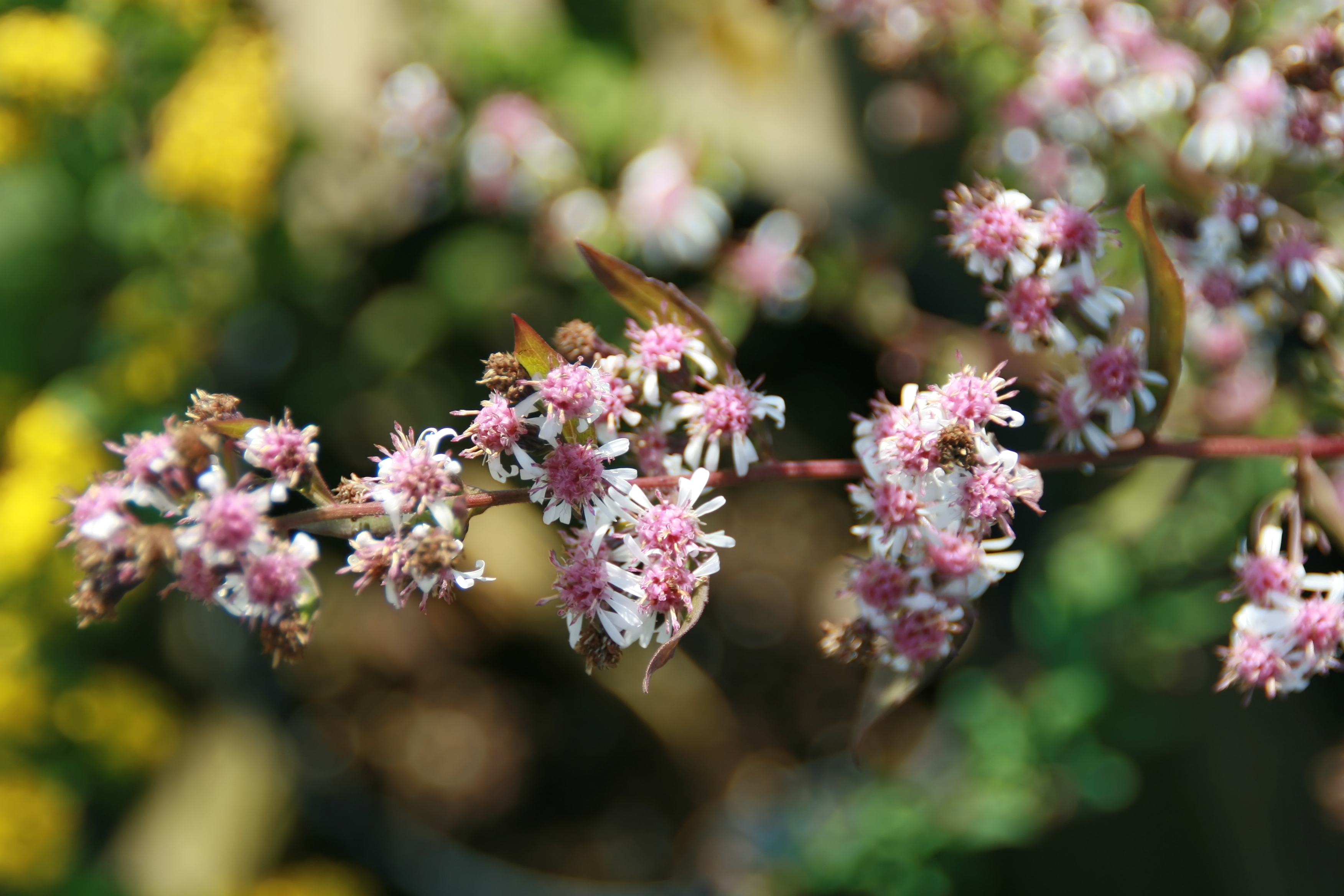
Aster lateriflorus 'Lady in Black'

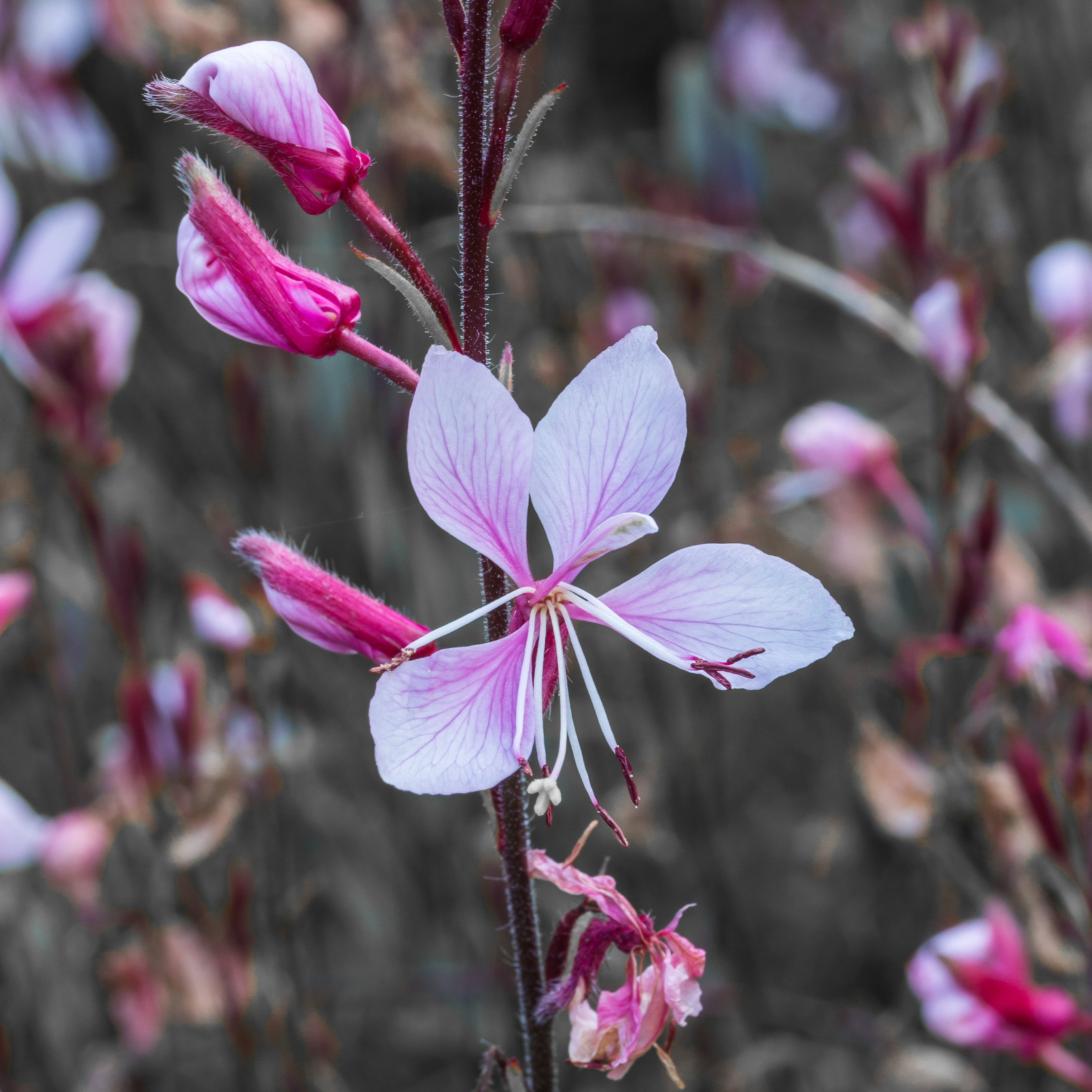
Gaura lindheimeri, prachtkaars

Het woord laatbloeier wordt overdrachtelijk gebruikt voor personen of zaken die pas later tot bloei komen of kwamen. Het gaat bijvoorbeeld om sportmensen, maar ook kunstenaars en schrijvers, of dit artikel zelf. De letterlijke betekenis is die van tuinplanten die (tot) later in het jaar bloeien.

## Personen
- Bernard Bauwens (1734-1805), Belgisch kunstschilder
- Grandma Moses (Anna Mary Robertson Moses, 1860-1961), Amerikaans kunstschilderes en handwerkster
- Ingrid Prigge (1963), Nederlandse langeafstandsloopster
- Annie M.G. Schmidt (1911-1995), Nederlands dichteres en schrijfster

## Planten
De volgende planten bloeien tot laat in de herfst, tot in november of de eerste vorst:
- Nerine bowdenii
- aster (Aster lateriflorus 'Lady in Black')
- Chelone
- Clematis tangutica 'Bill Mackenzie'
- diamantgras (Stipa  calamagrostis)
- dropnetel (Agastache foeniculum)
- doorgroeide duizendknoop (Persicaria amplexicaulis)
- Beemdooievaarsbek (Geranium pratense)
- hemelsleutel (Sedum Matrona)
- herfstanemoon
- herfstaster (Aster novae-angliae, Aster novi-belgii)
- koninginnekruid (Eupatorium rugosum)
- leverkruid (Eupatorium maculatum 'Atropurpureum')
- Lindheimers prachtkaars (Gaura lindheimeri)
- Mexicaans madeliefje (Muurfijnstraal, Erigeron karvinskianus)
- monnikskap (geslacht Aconitum)
- najaarsmargriet (Leucanthemella serotina)
- prachtriet 'Ferner Osten' (Miscanthus sinensis)
- pluimhortensia (Hydrangea paniculata 'Pinky Winky')
- rode lobelia (tuinlobelia, Lobelia fulgens 'Queen Victoria')
- vetkruid (geslacht Sedum)
- ijzerhard (Verbena bonariensis)
- ijzerkruid (Verbena officinalis)
- zilverkaars (Actaea (Cimicifuga) simplex 'White Pearl')
- zonnebloem (Helianthus annuus)
- zonnekruid (Helenium 'Moerheim Beauty')
- zonnehoed (geslacht Echinacea)

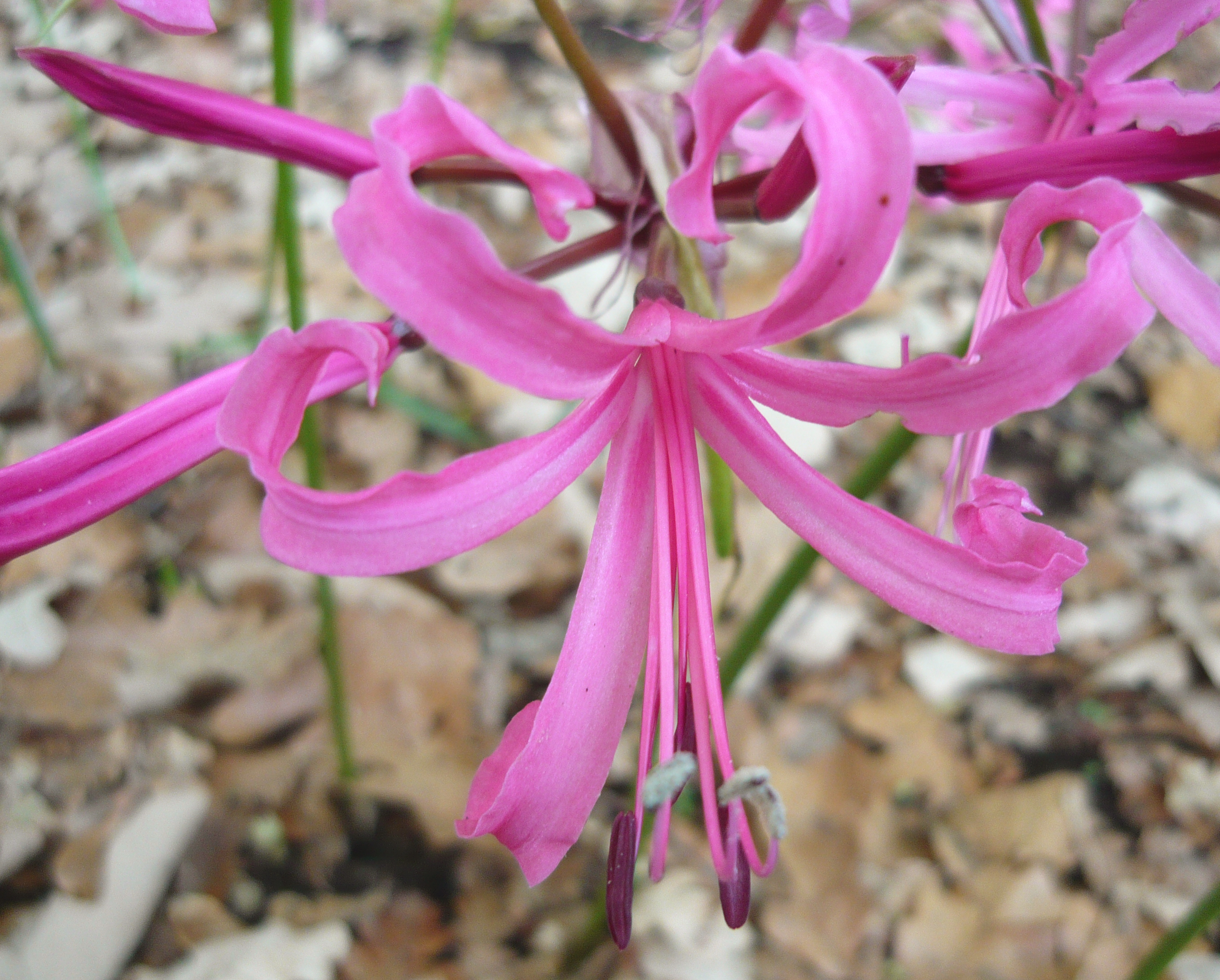
Nerine bowdenii
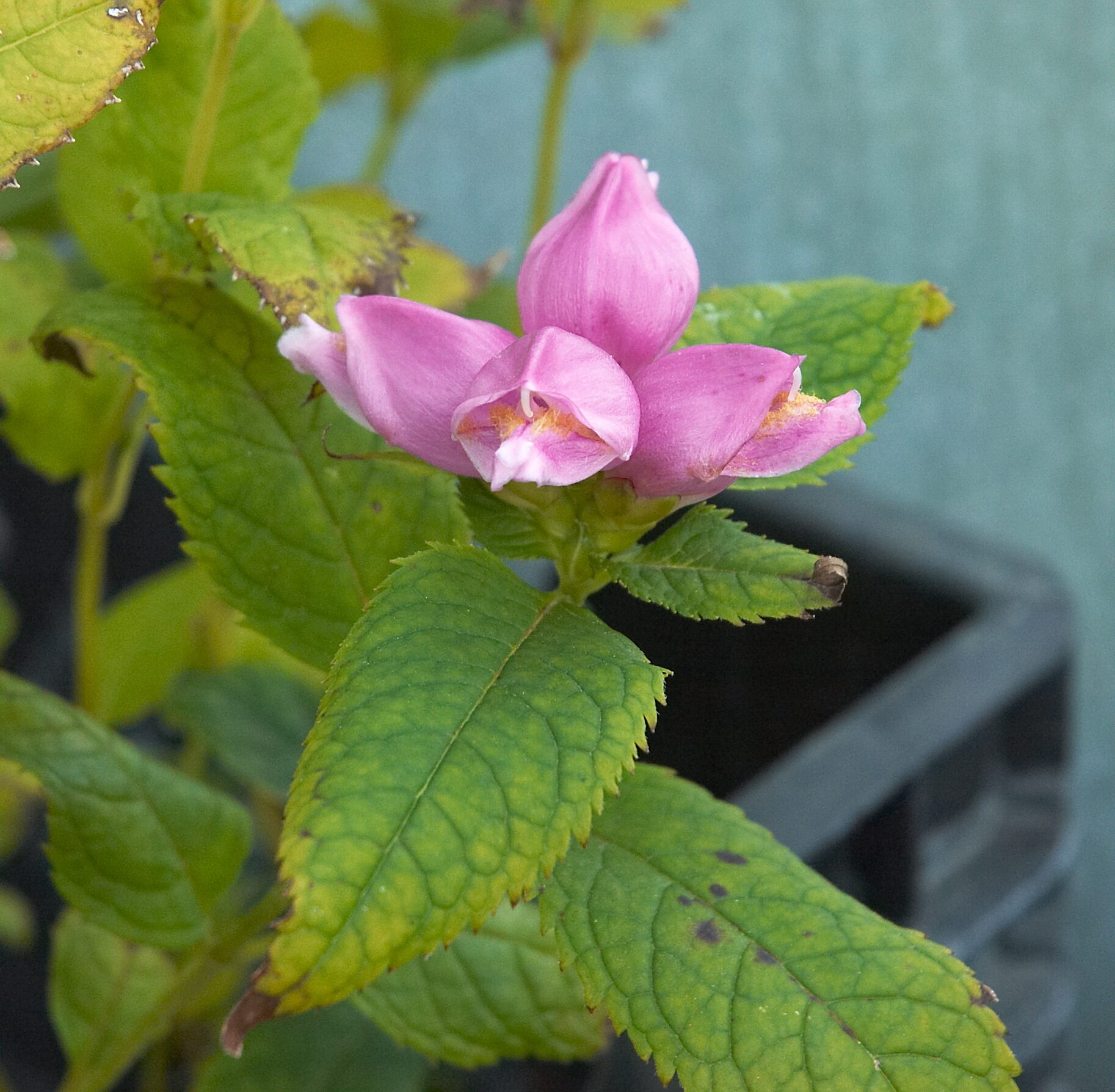
Chelone
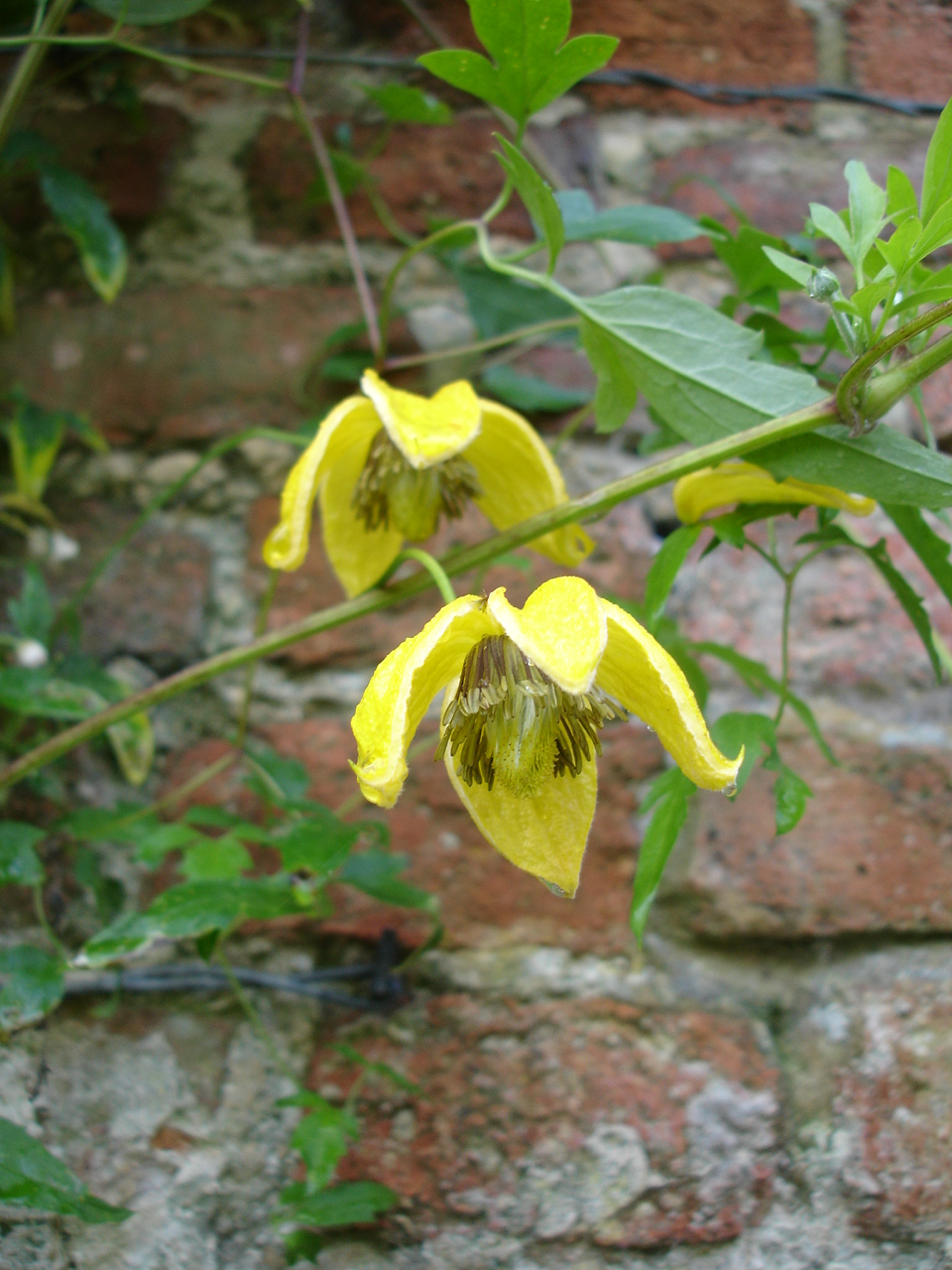
Clematis 'Bill Mackenzie'
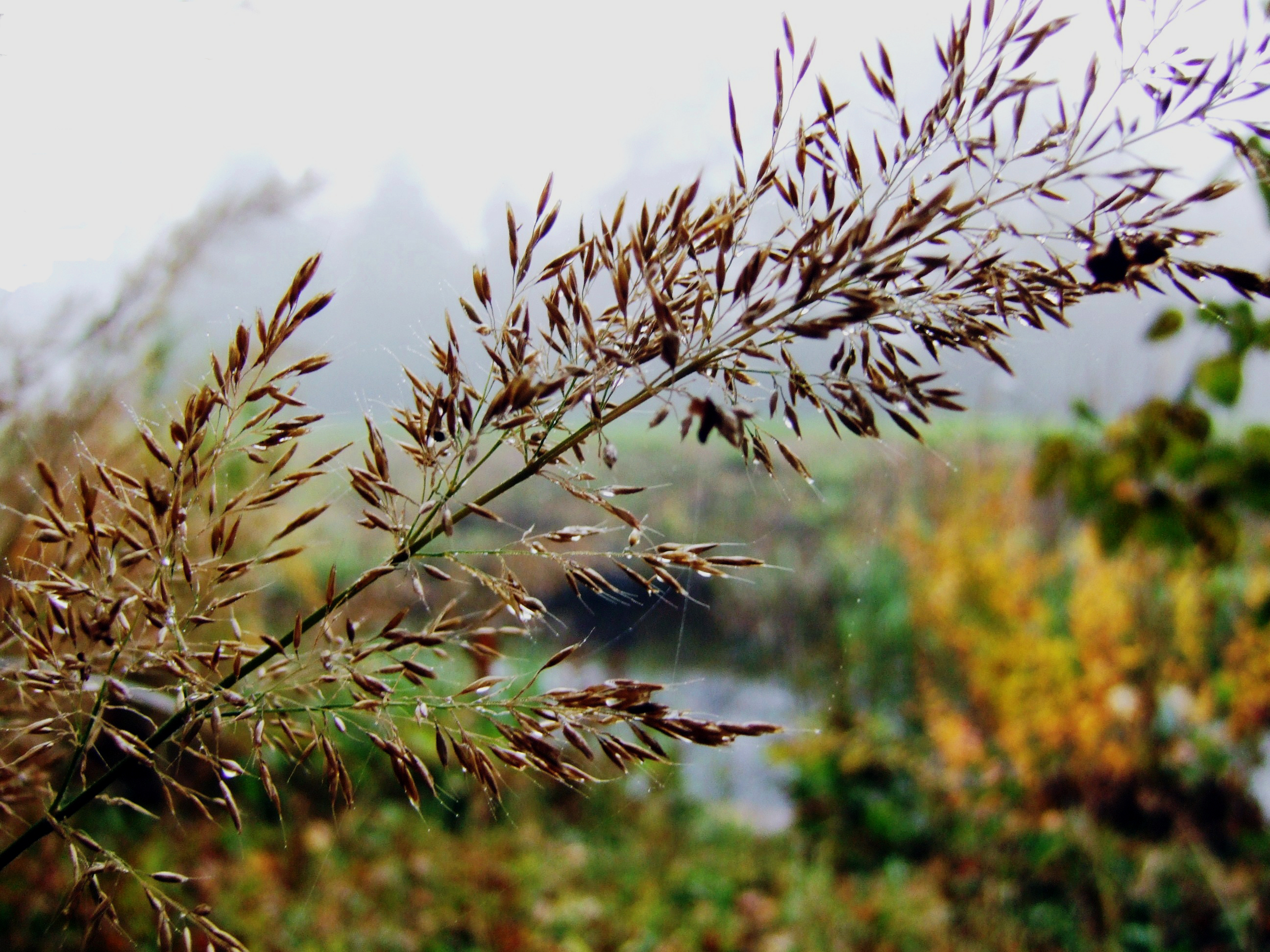
Diamantgras, Calamagrostis brachytricha
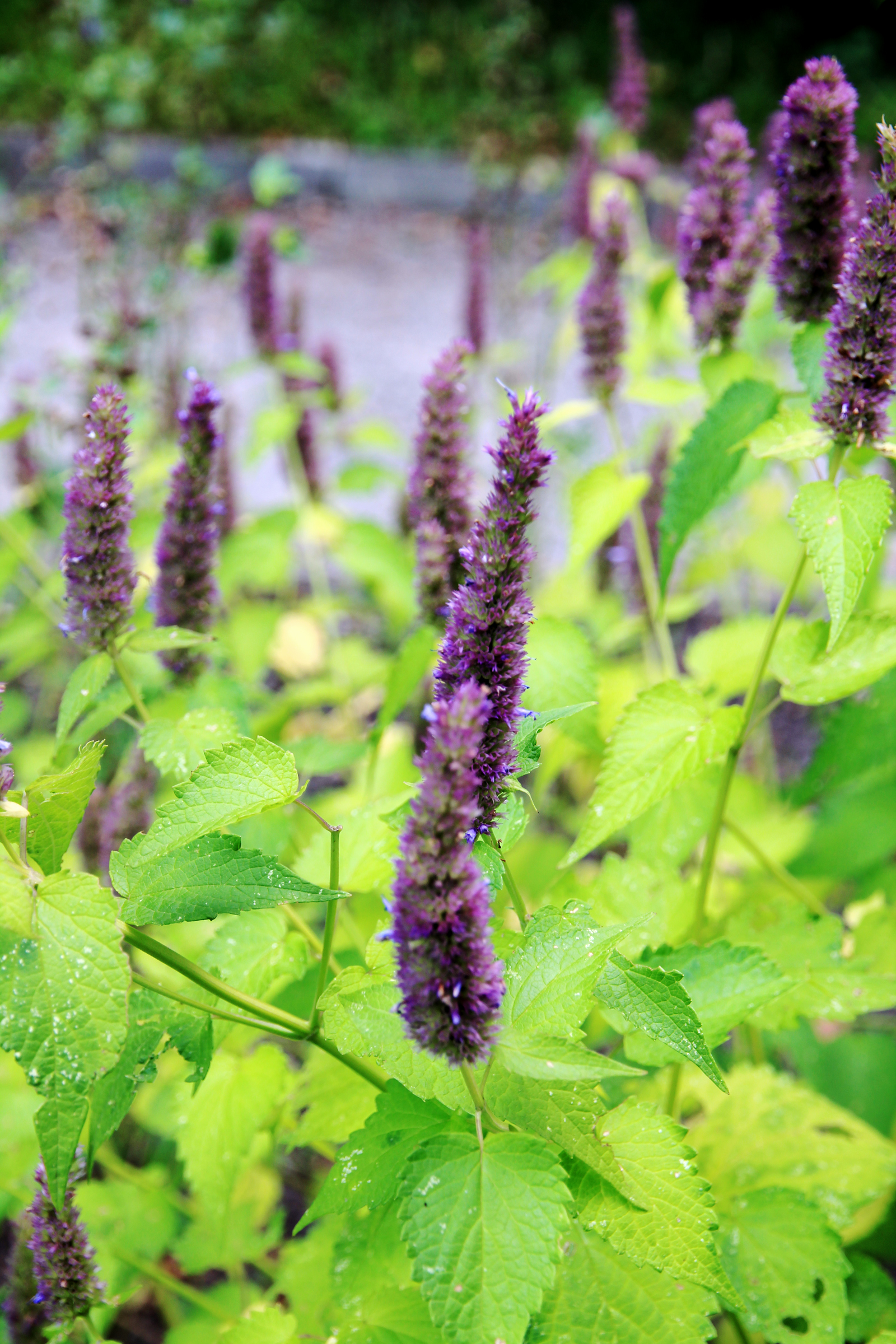
Dropnetel, Agastache foeniculum
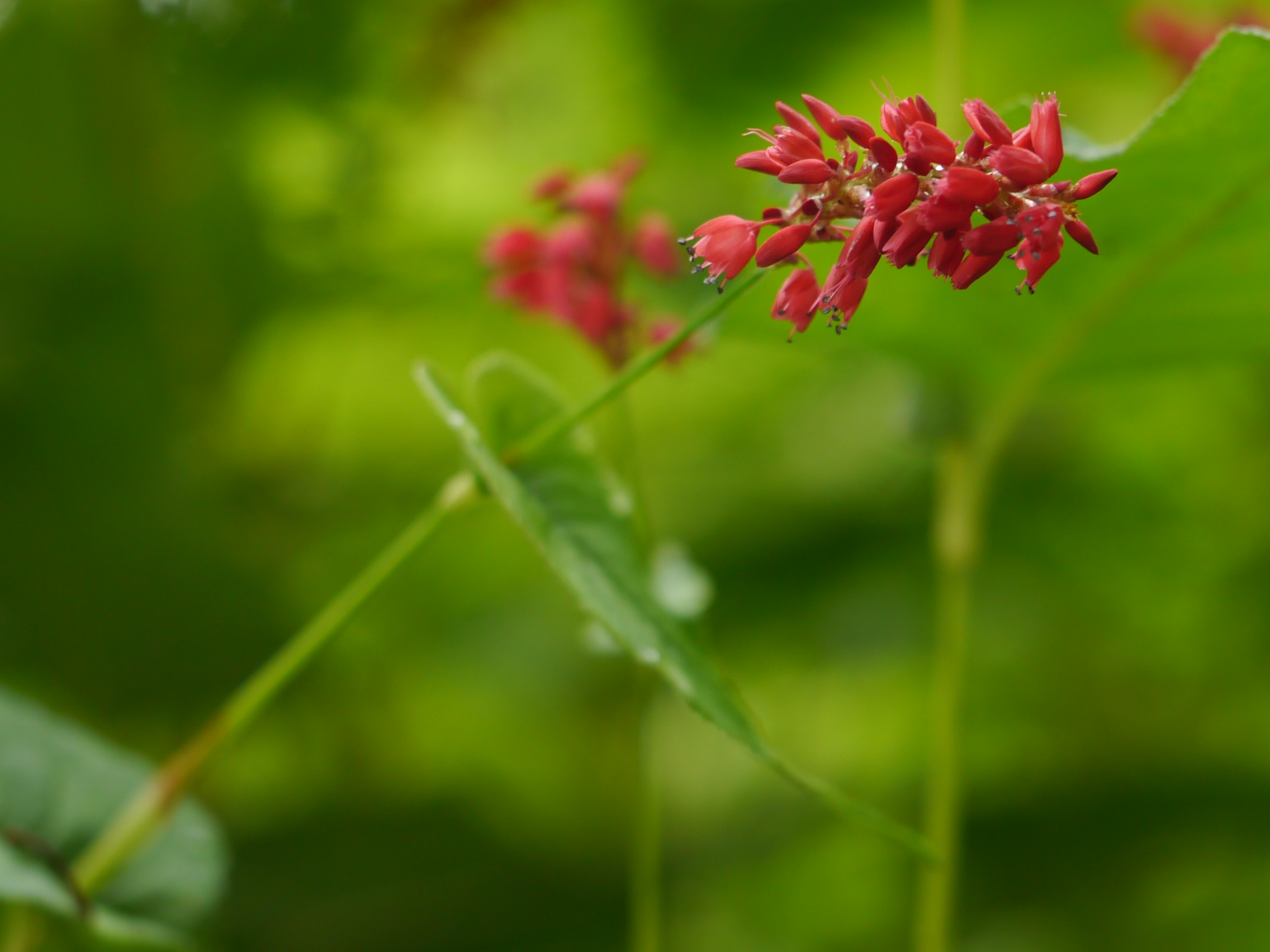
Doorgroeide duizendknoop, Persicaria amplexicaulis
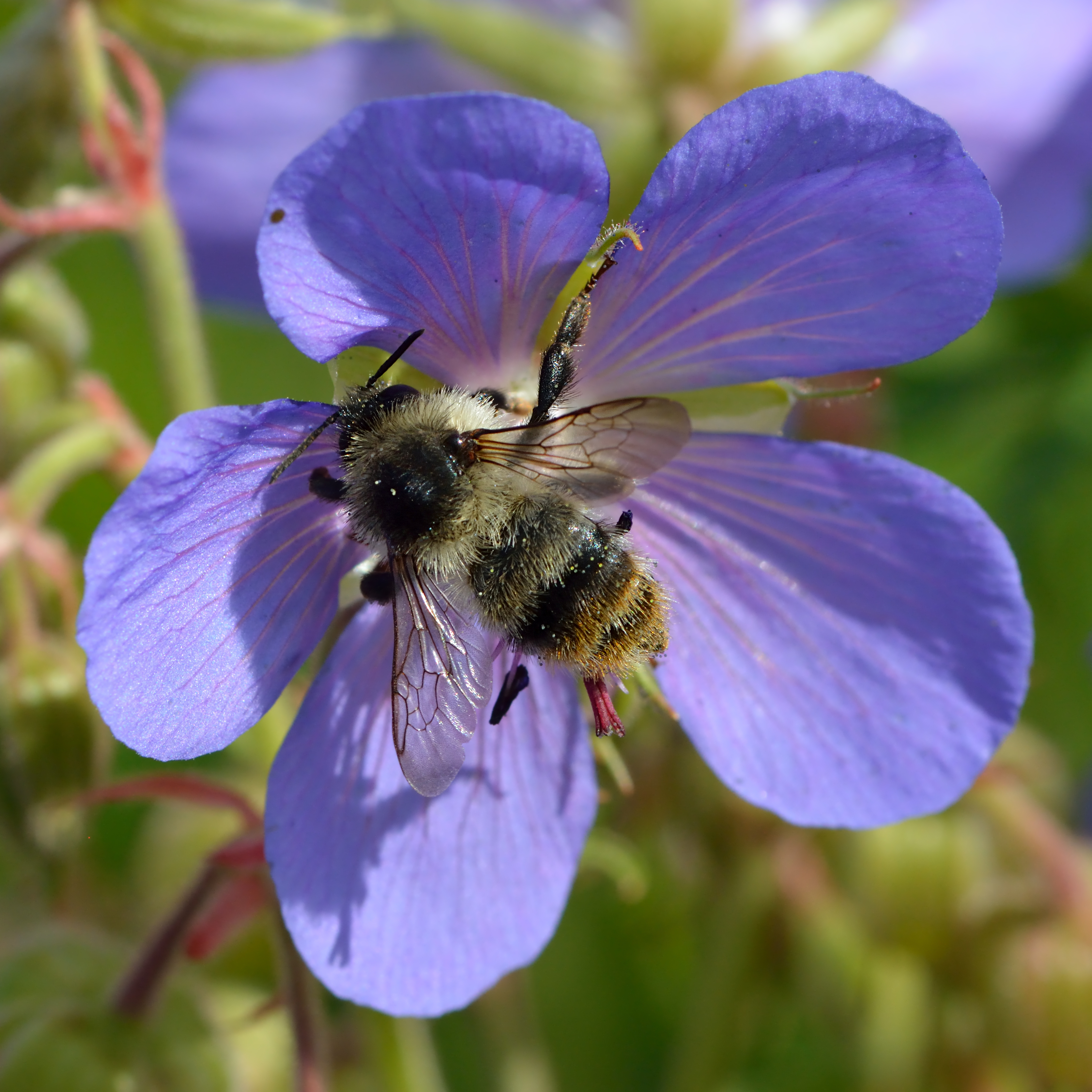
Beemdooievaarsbek (blauwe geranium) met bij. Geranium pratense met Bombus sylvarum
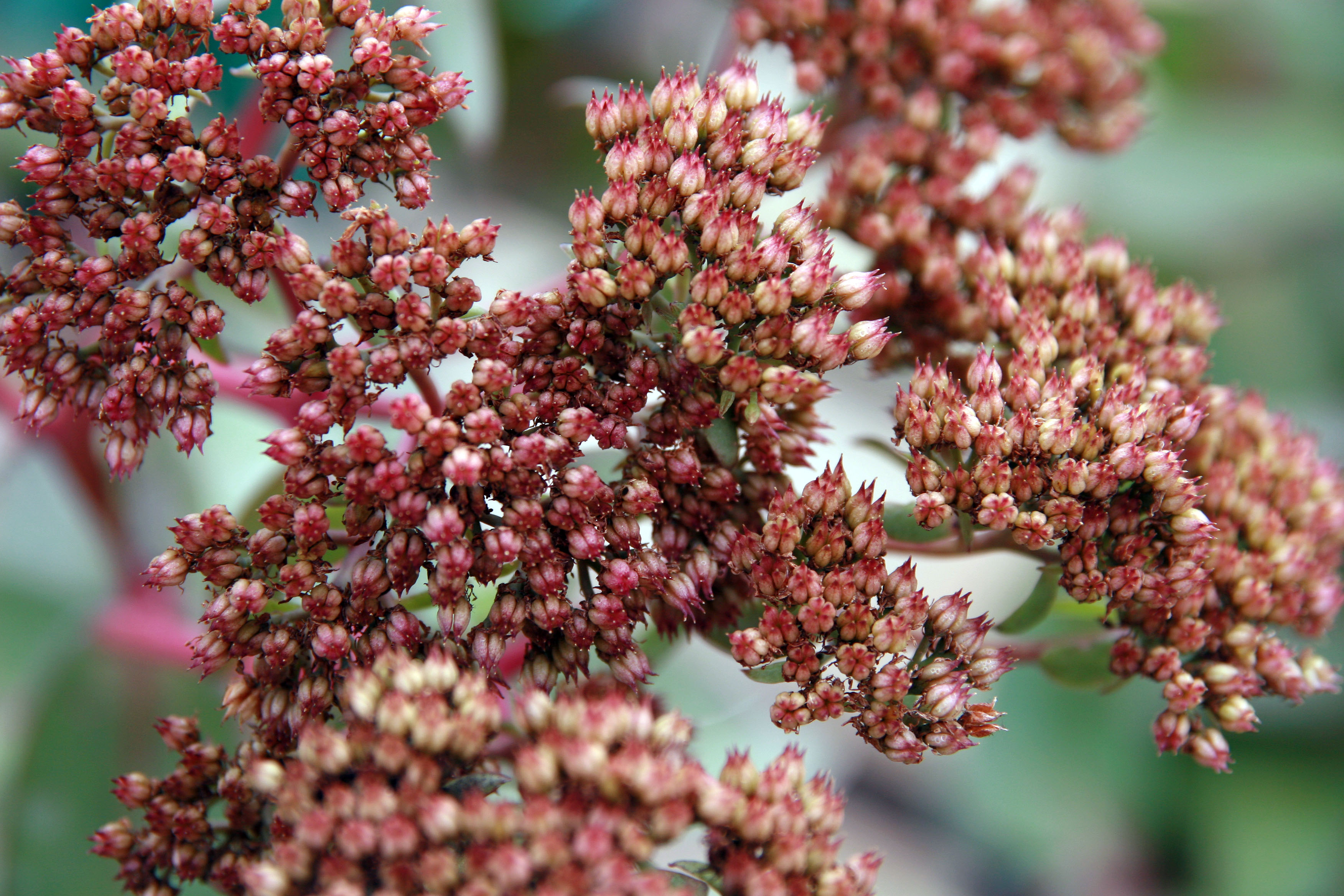
Hemelsleutel, Sedum Matrona
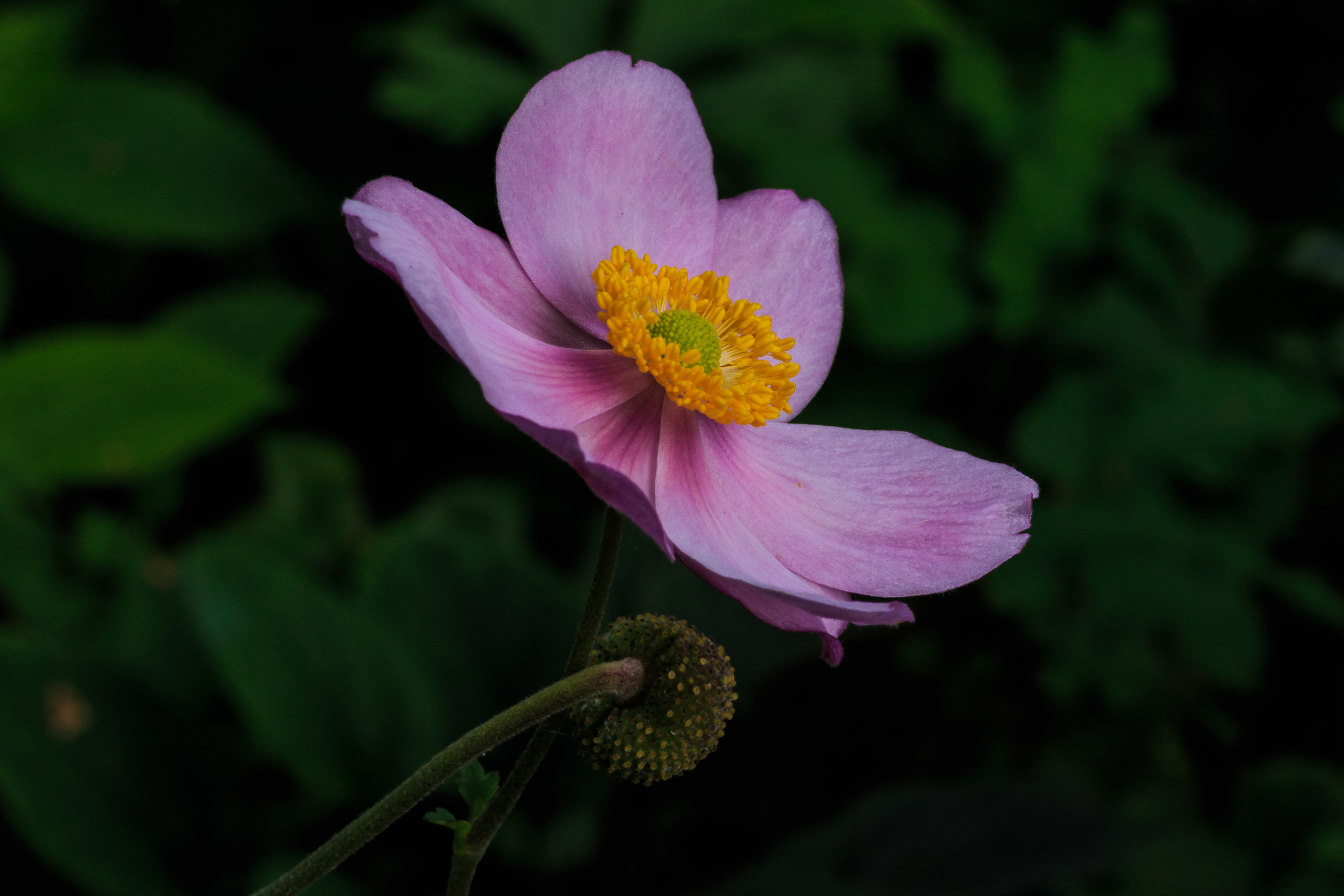
Herfstanemoon, Anemone  'Eugenie'
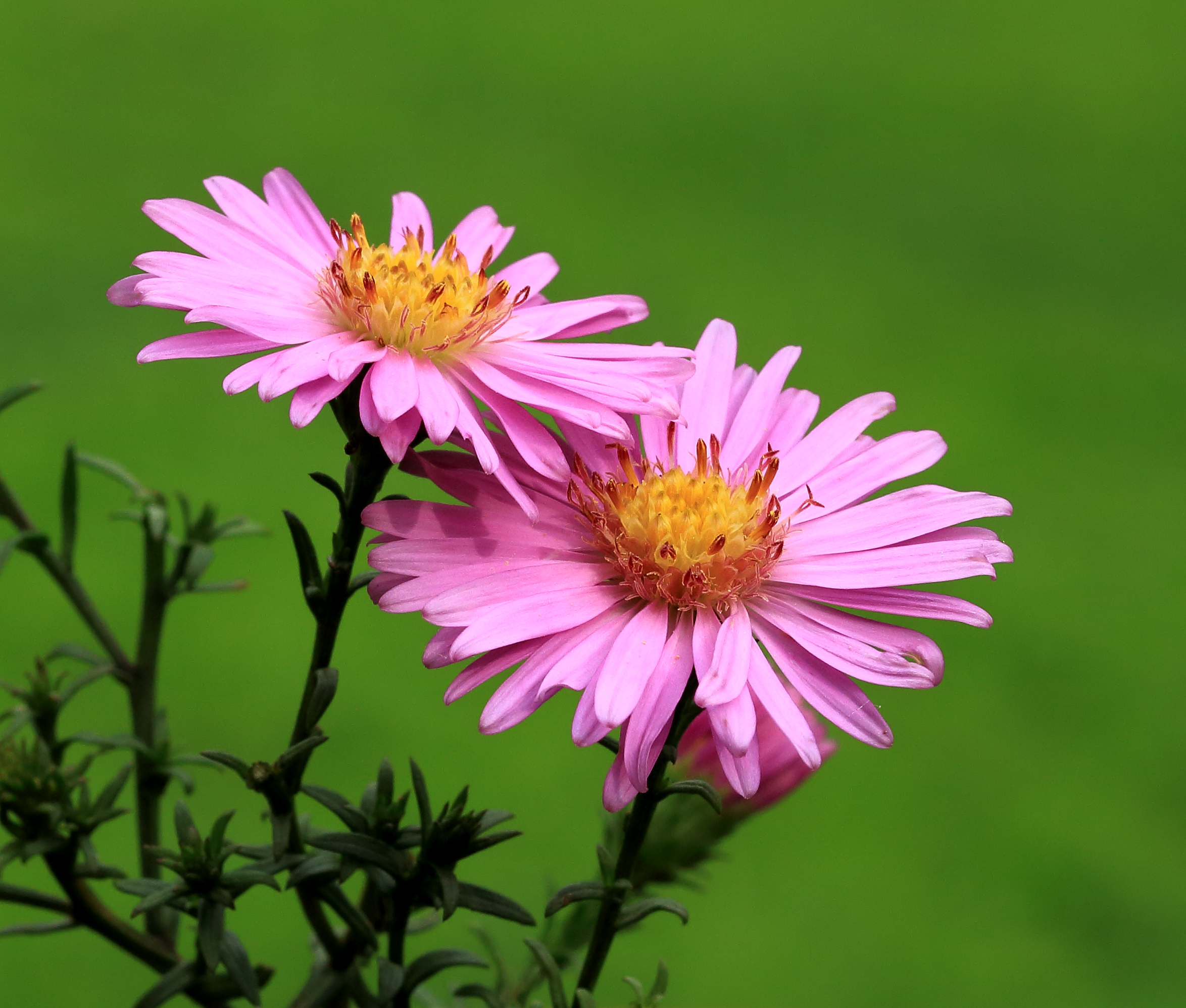
Herfstaster, Aster novi-belgii
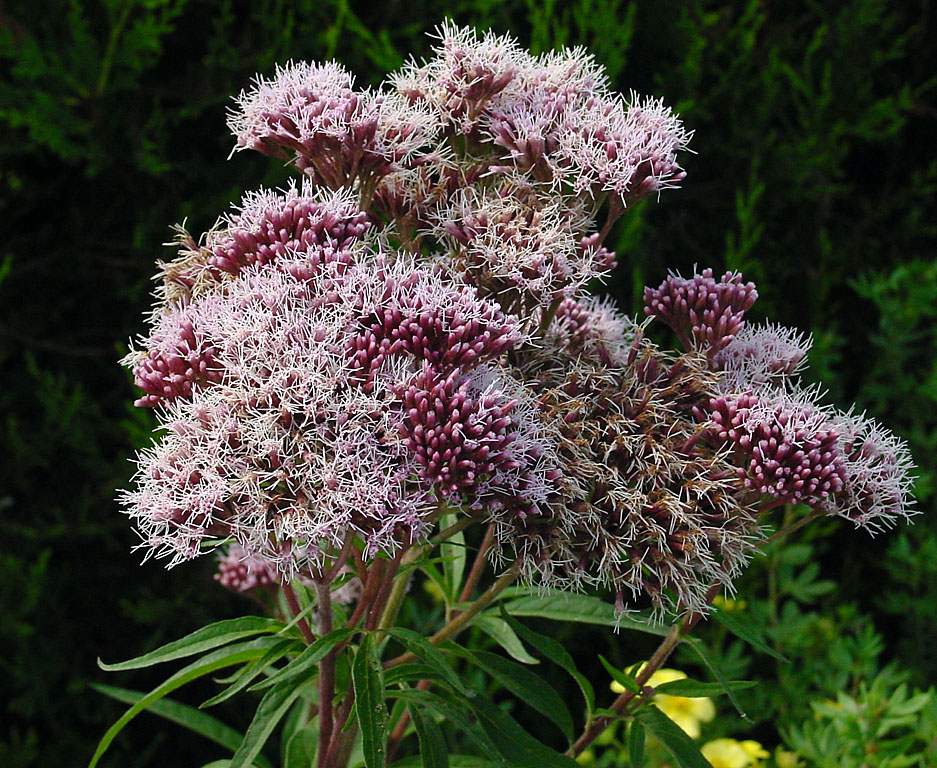
Koninginnekruid, Eupatorium rugosum
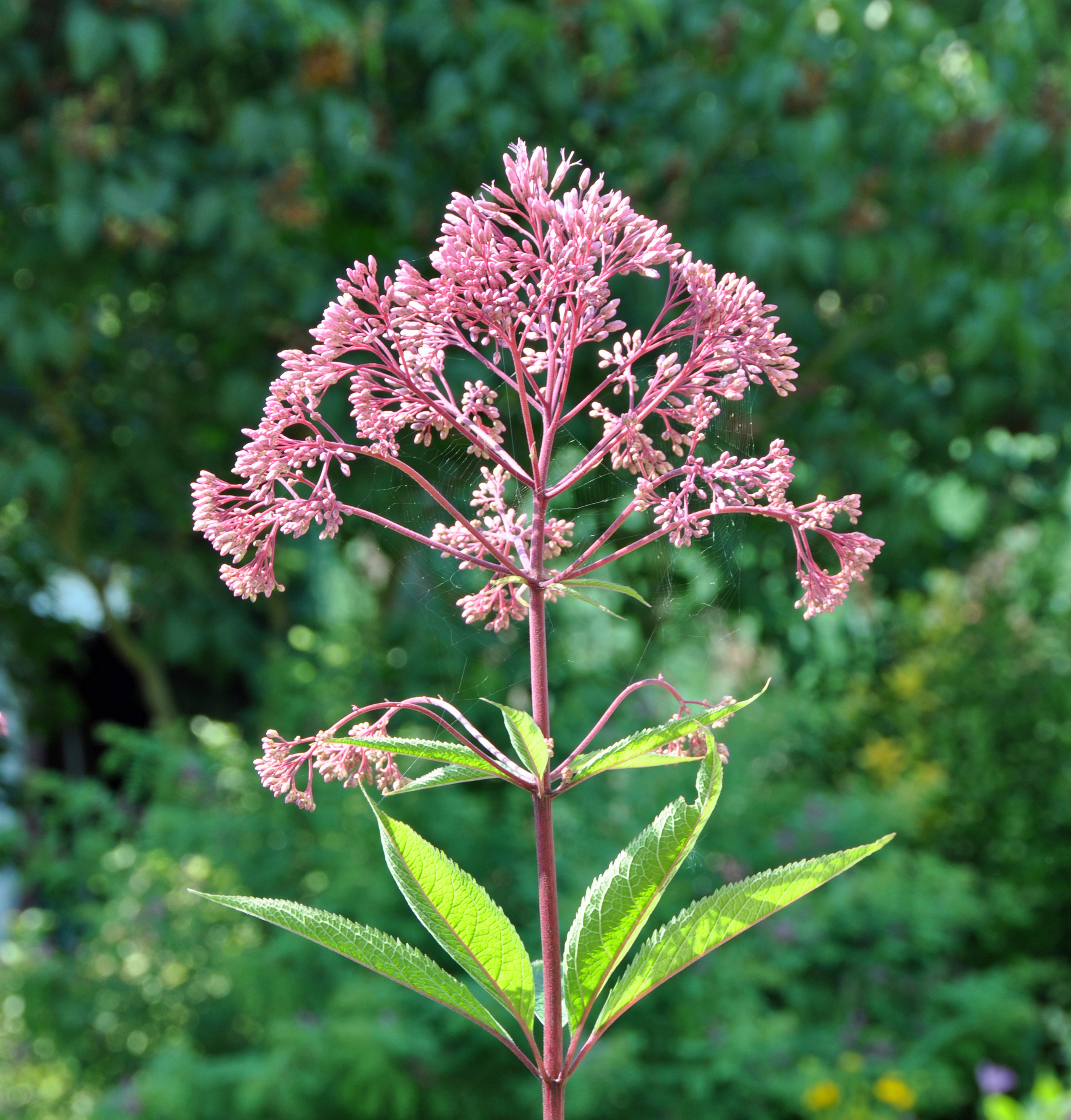
Leverkruid, Eupatorium maculatum
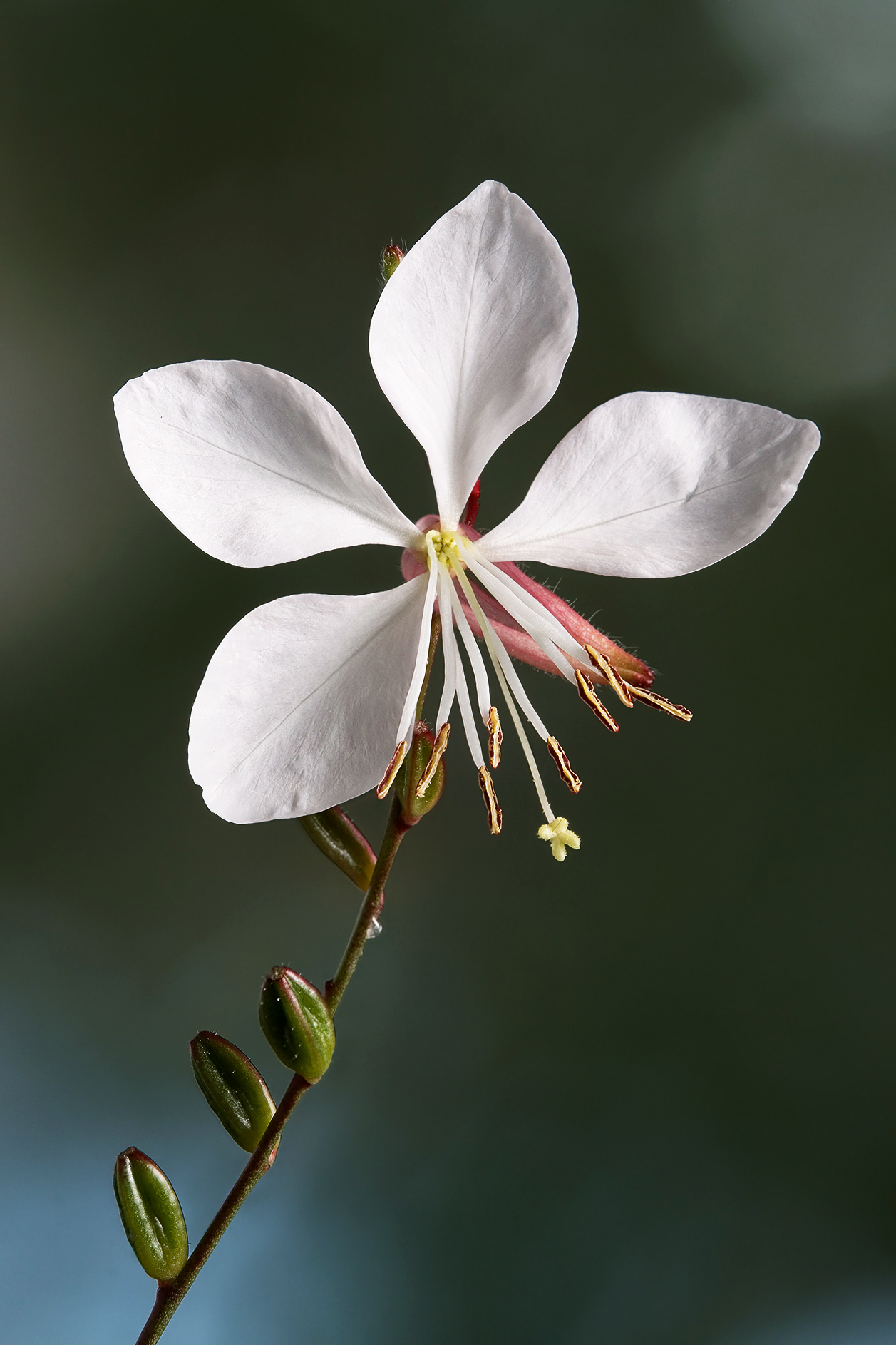
(Lindheimers) prachtkaars, Gaura lindheimeri 'Whirling butterflies'
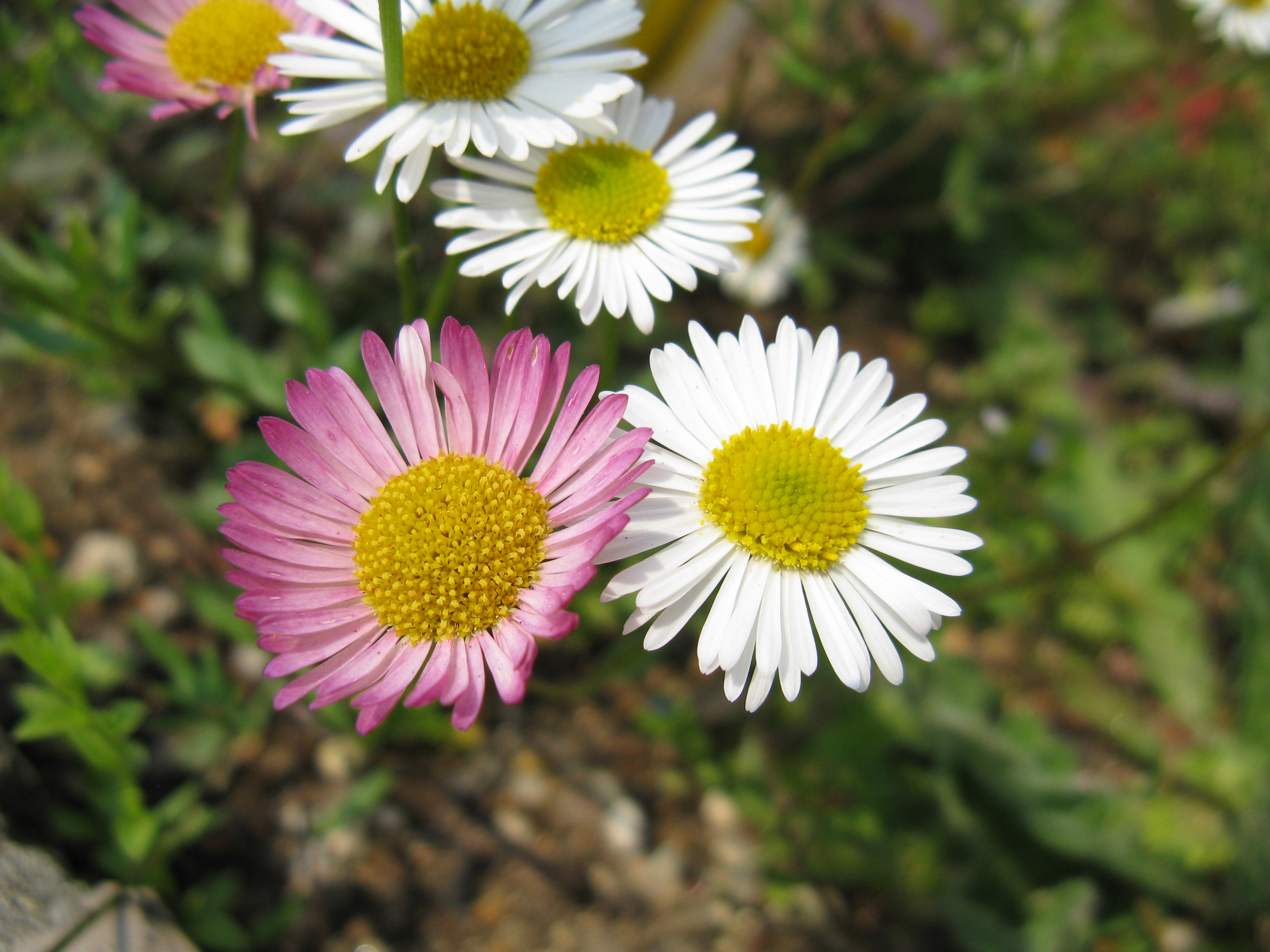
Mexicaans madeliefje, Erigeron karvinskianus
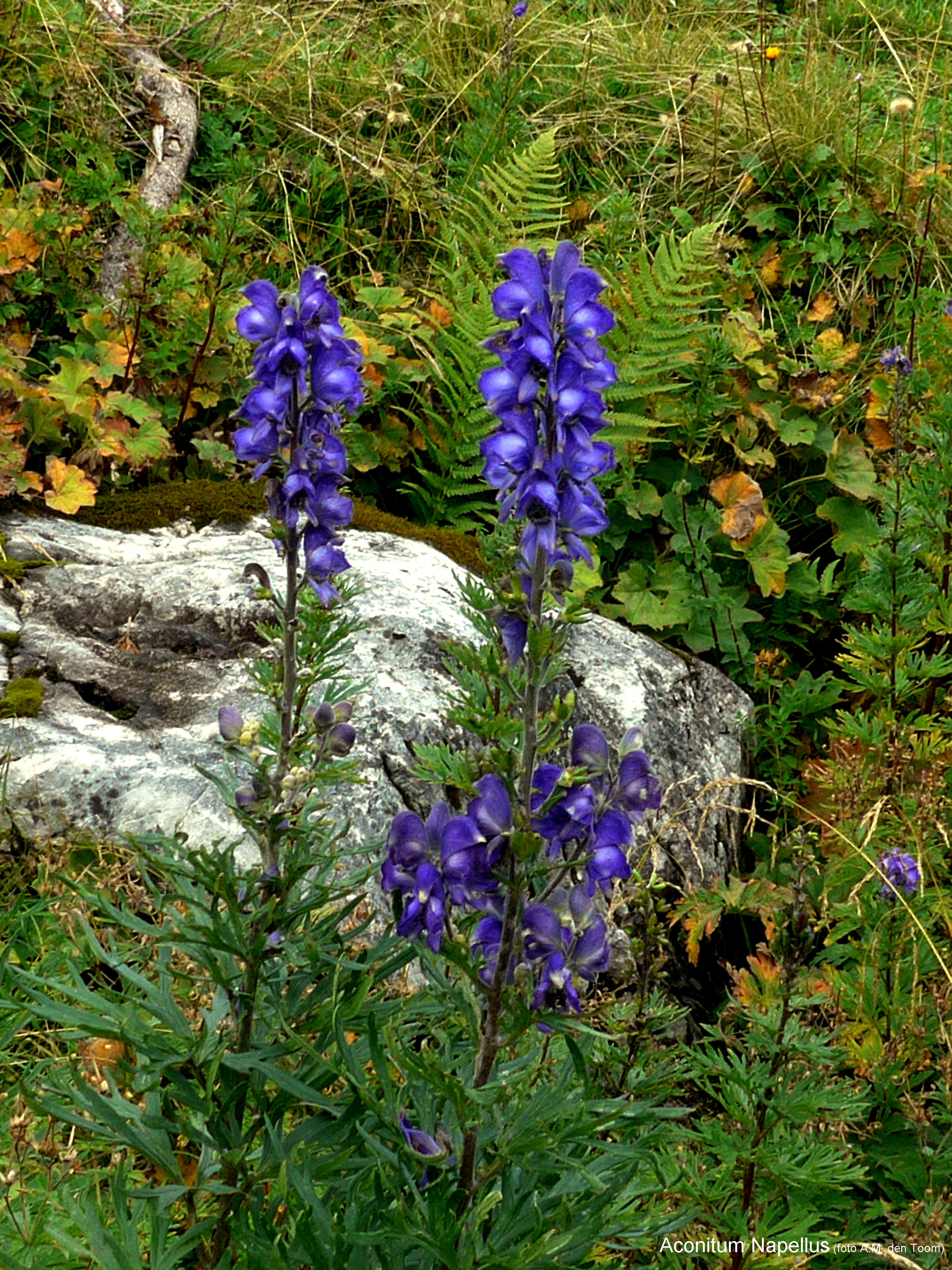
Monnikskap, Aconitum
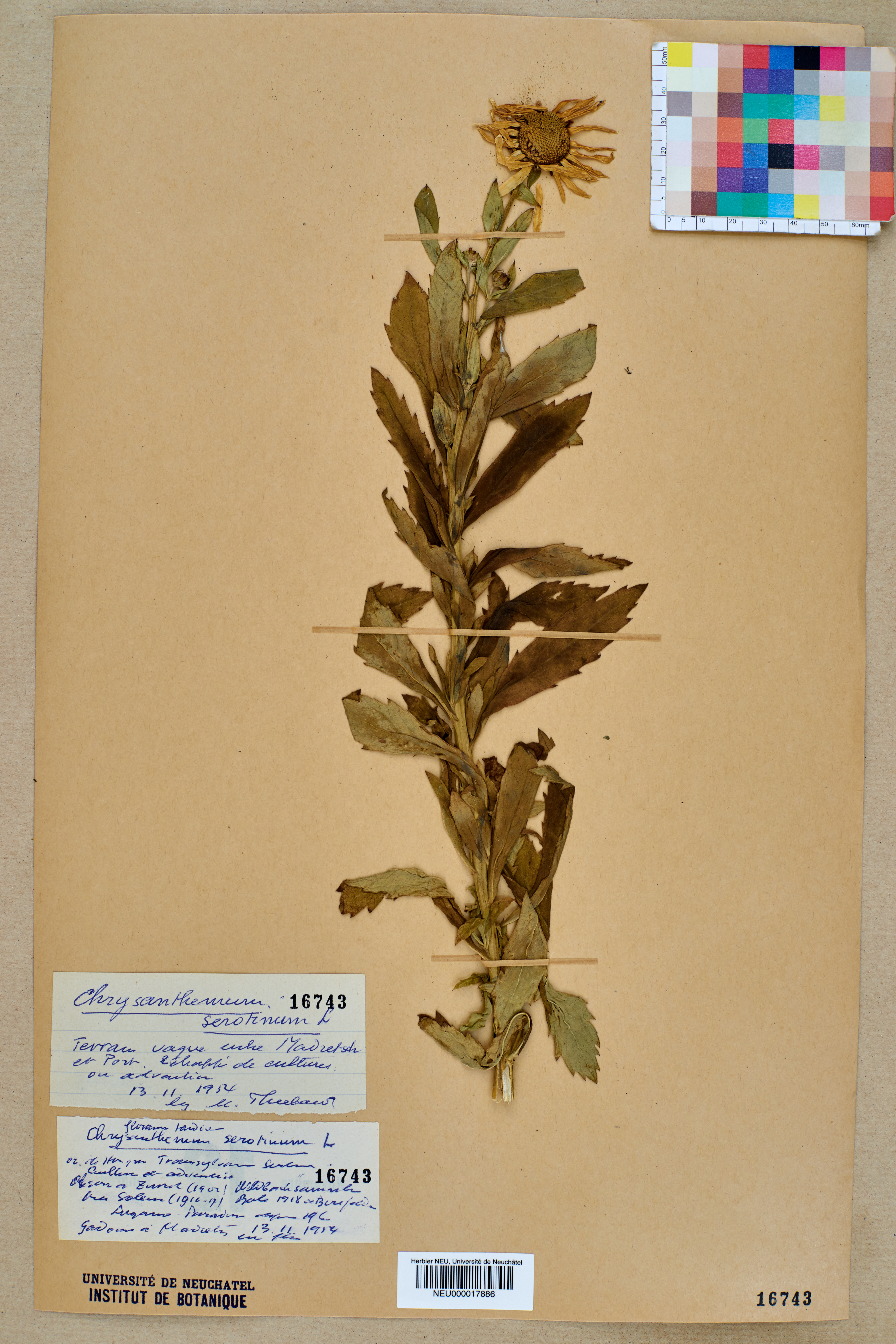
Najaarsmargriet, Leucanthemella serotina
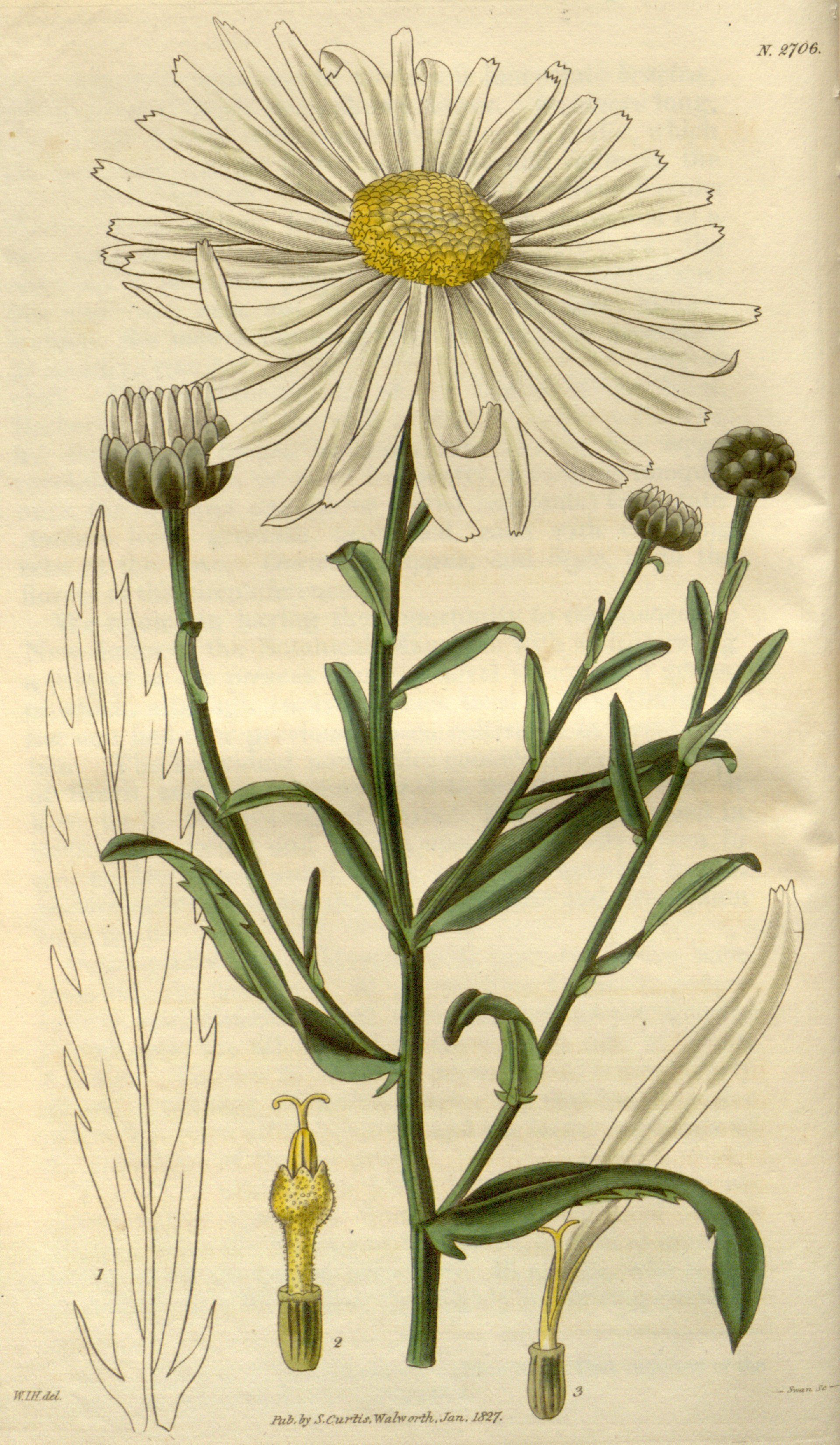
Najaarsmargriet, Leucanthemella serotina
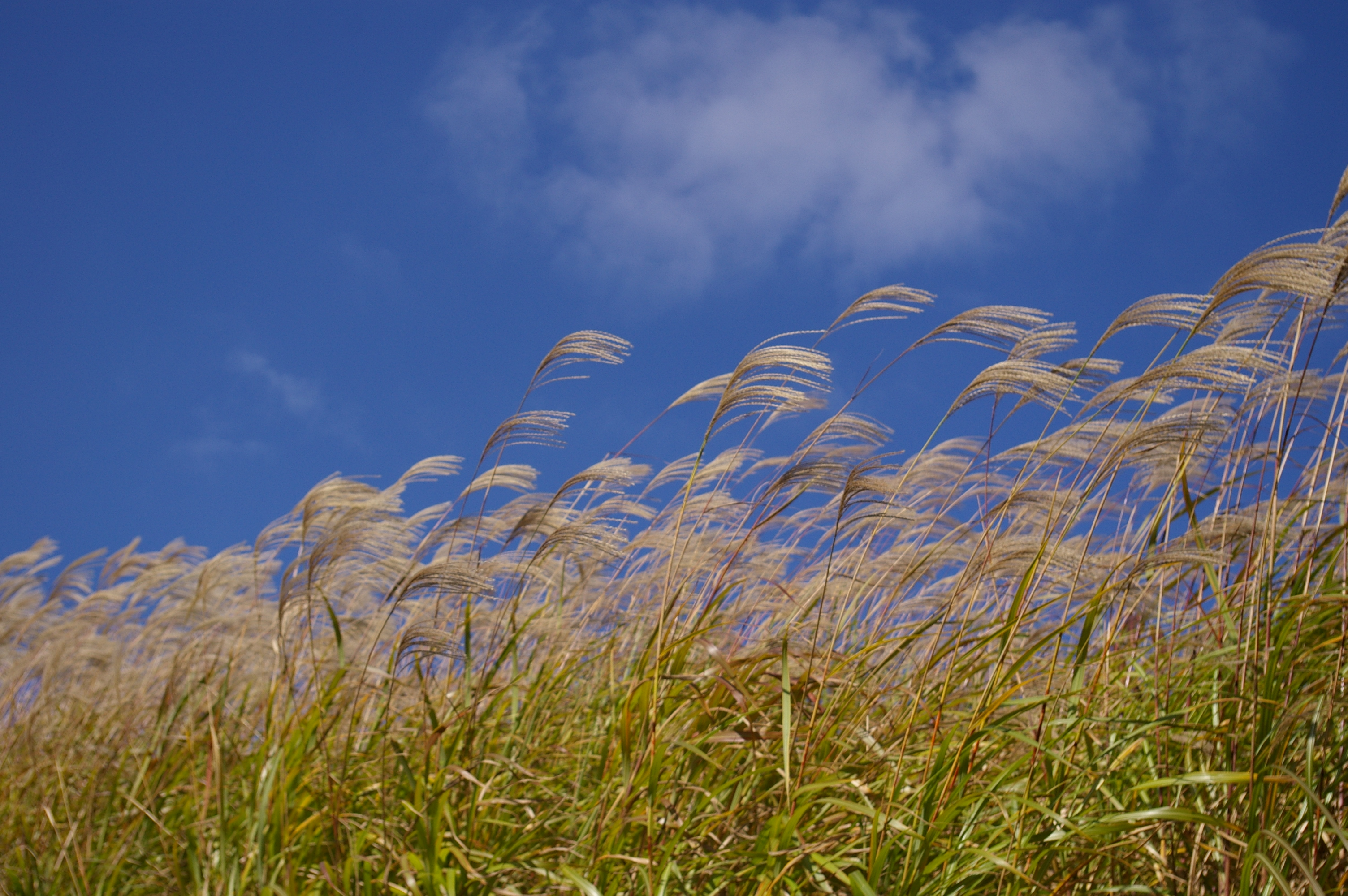
Prachtriet, Miscanthus sinensis
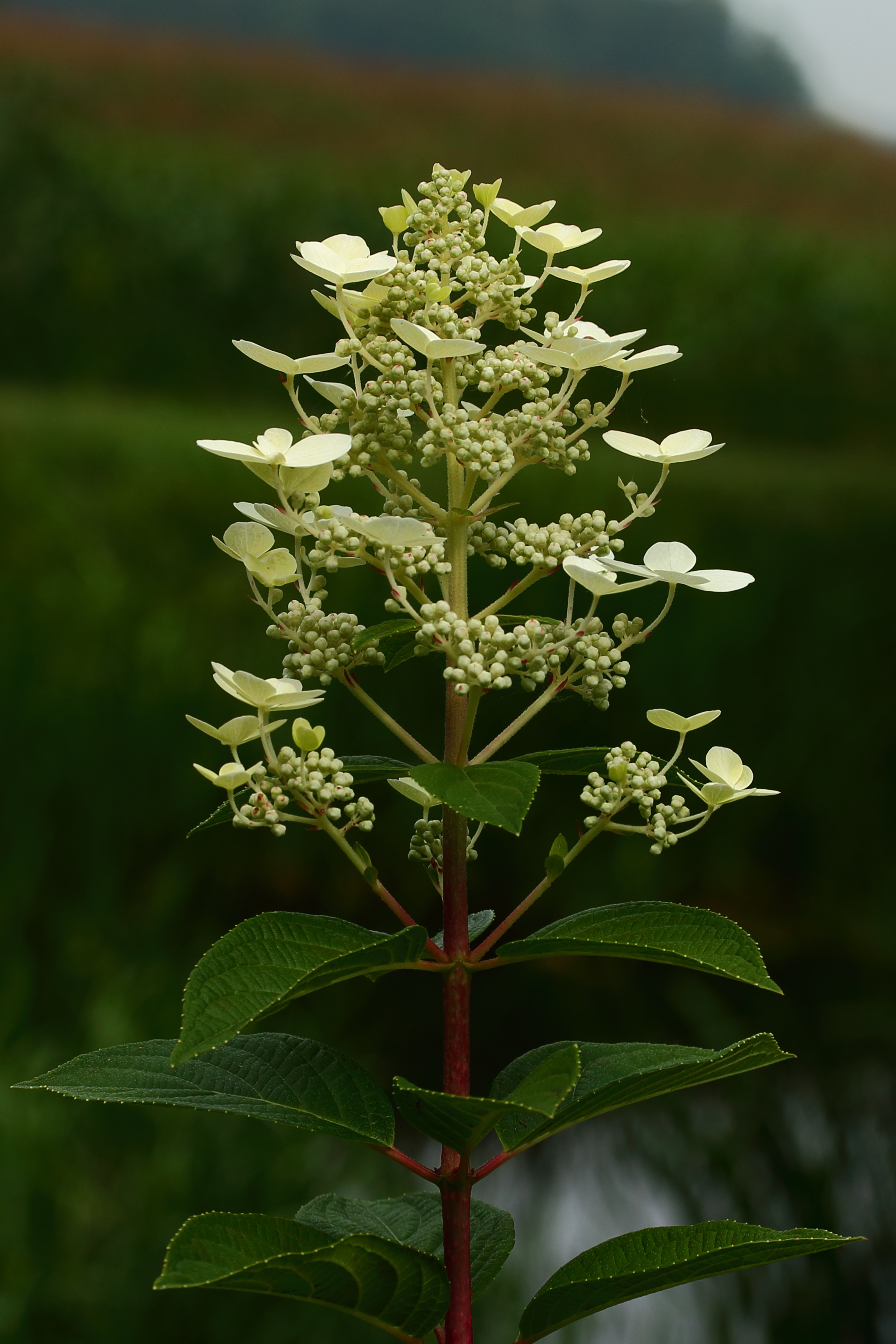
Pluimhortensia, Hydrangea paniculata
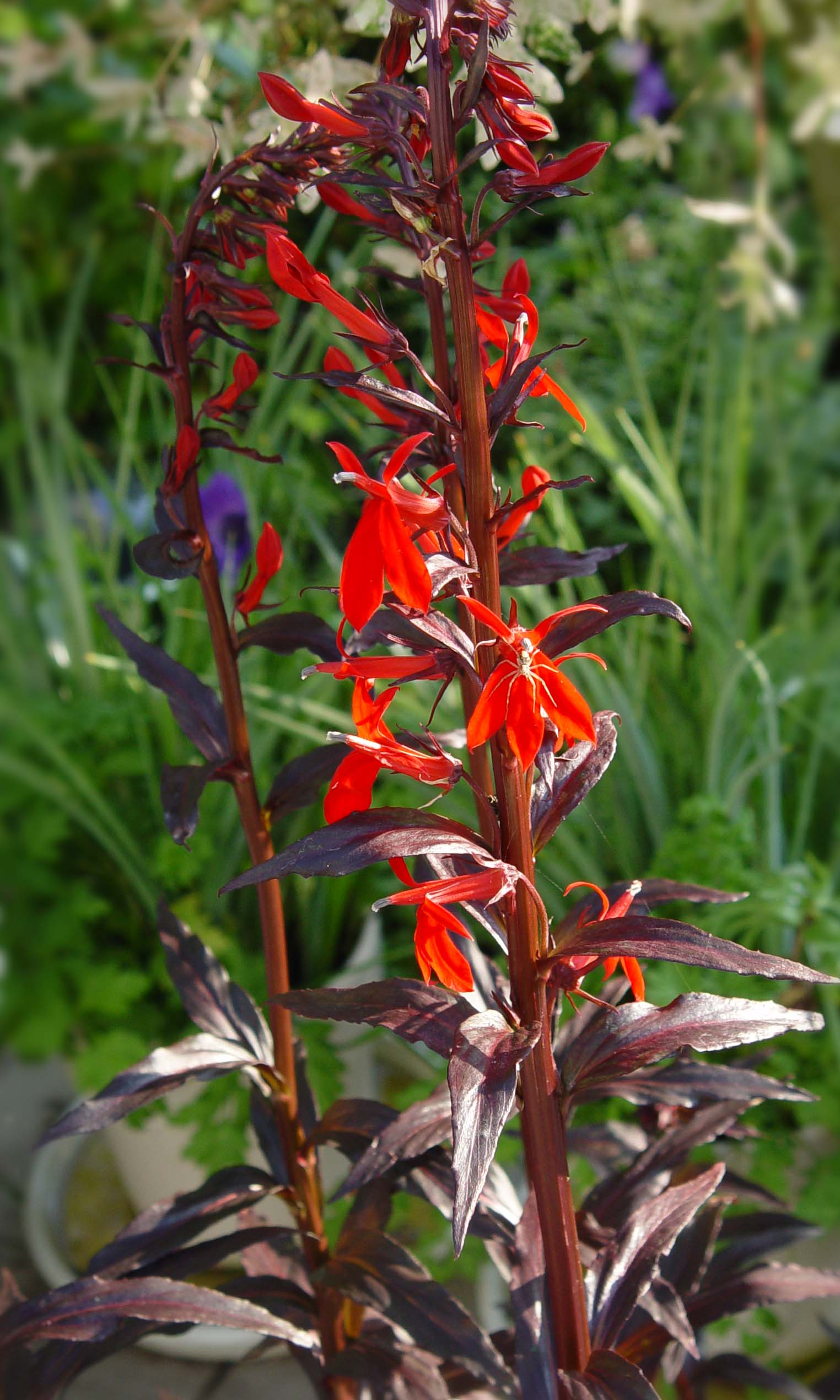
Tuinlobelia, Lobelia fulgens
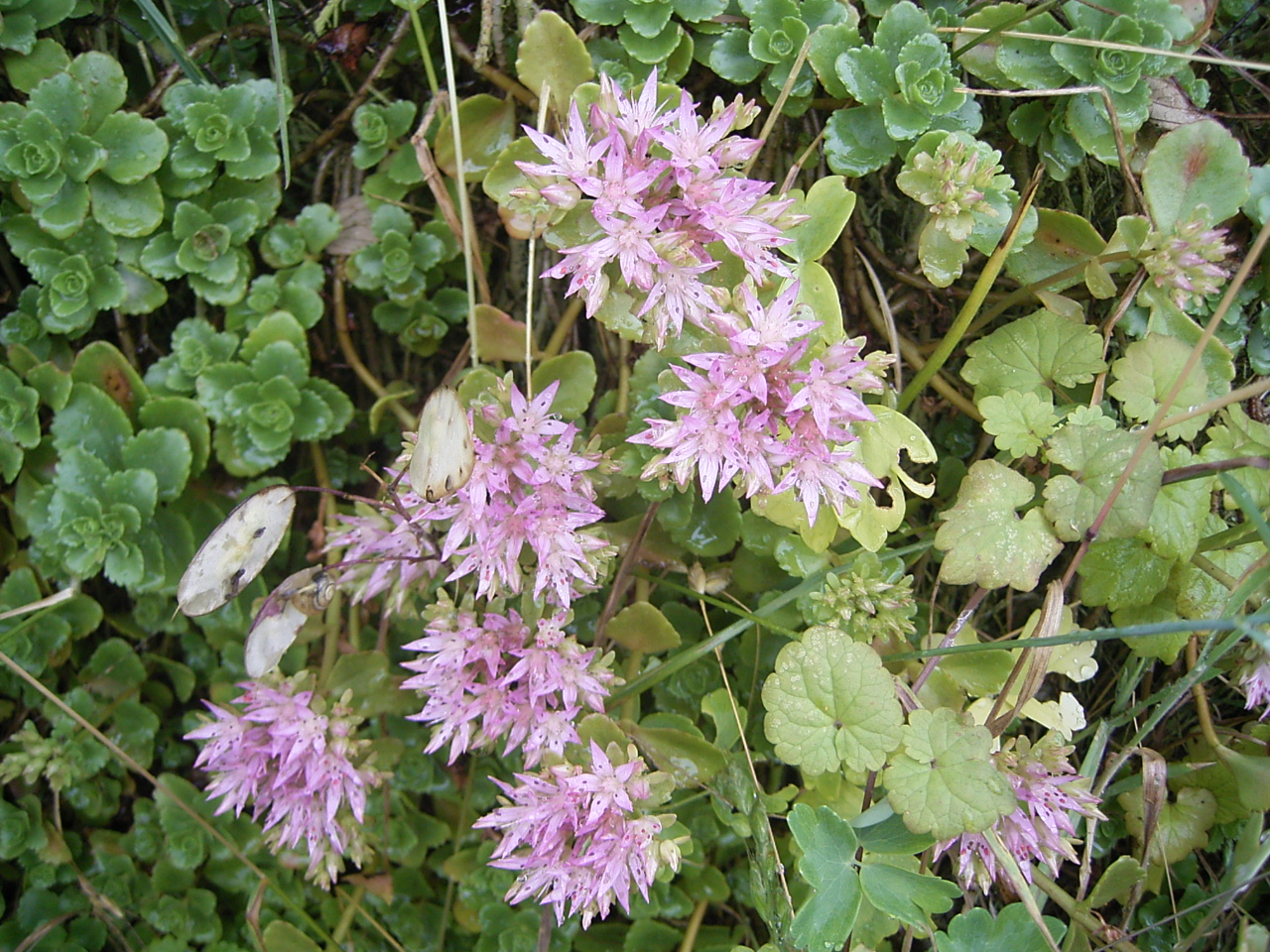
Roze vetkruid, Sedum spurium
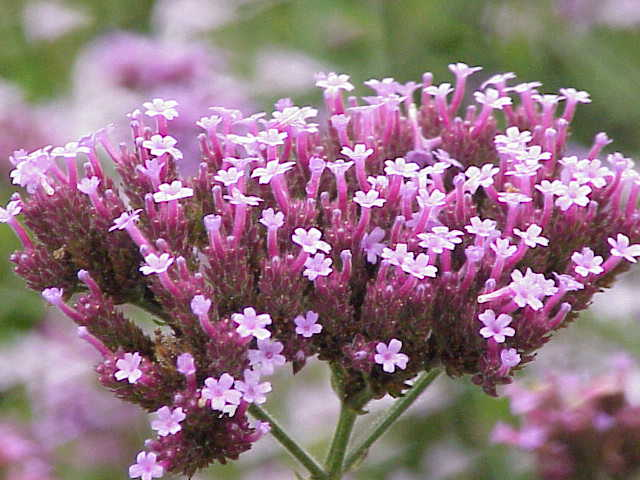
IJzerhard, Verbena bonariensis
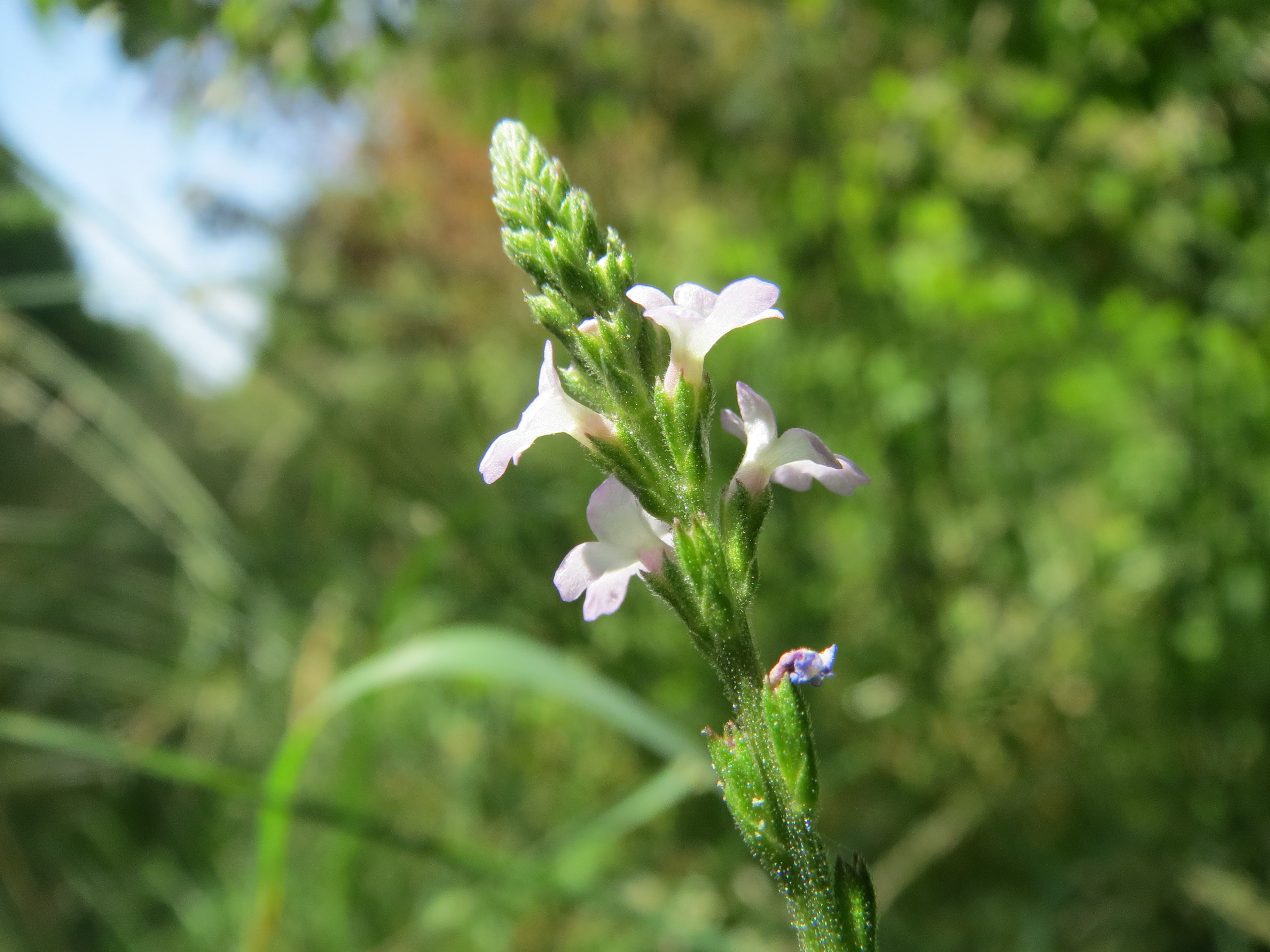
IJzerkruid, Verbena officinalis
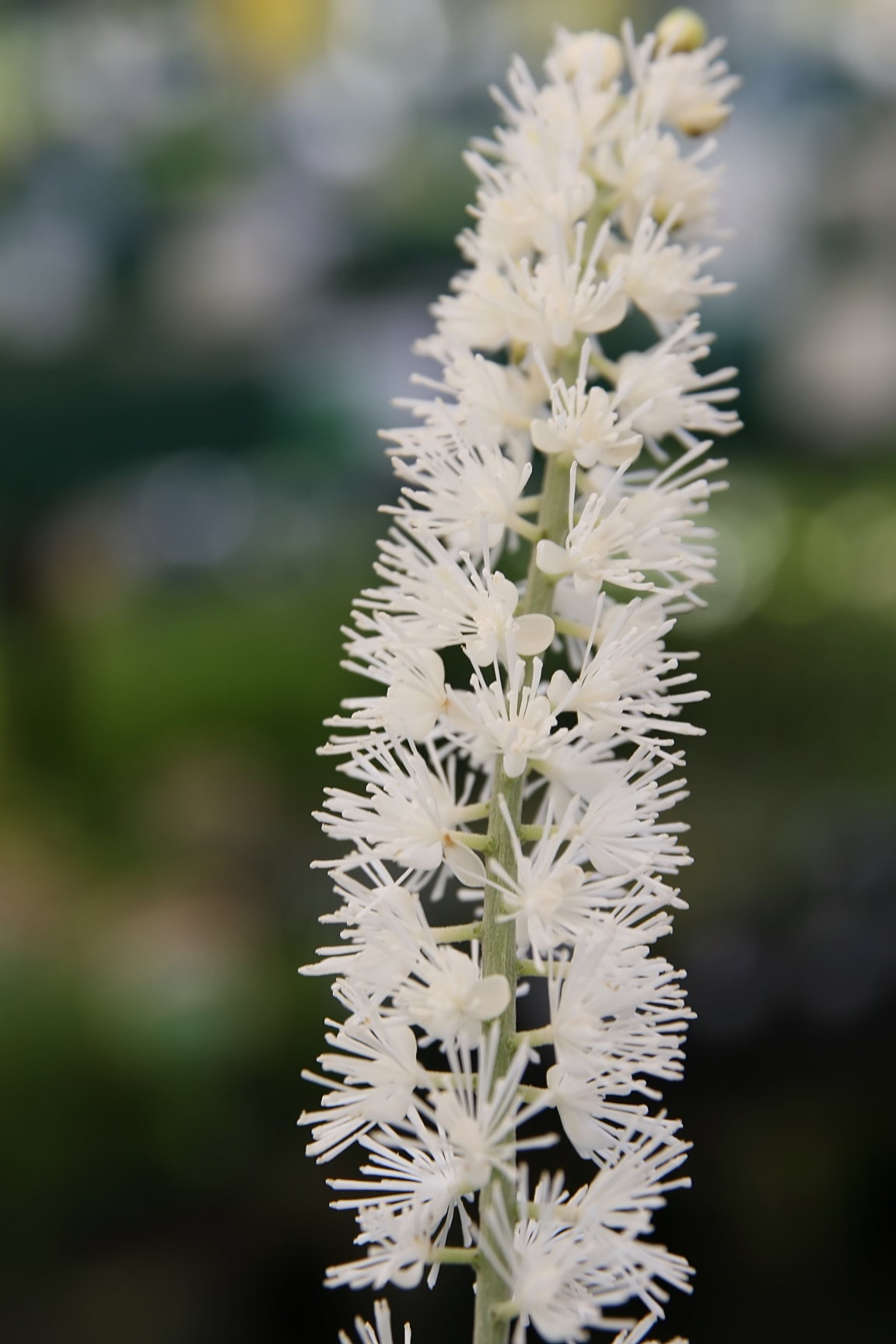
Zilverkaars, Cimicifuga simplex 'White Pearl'
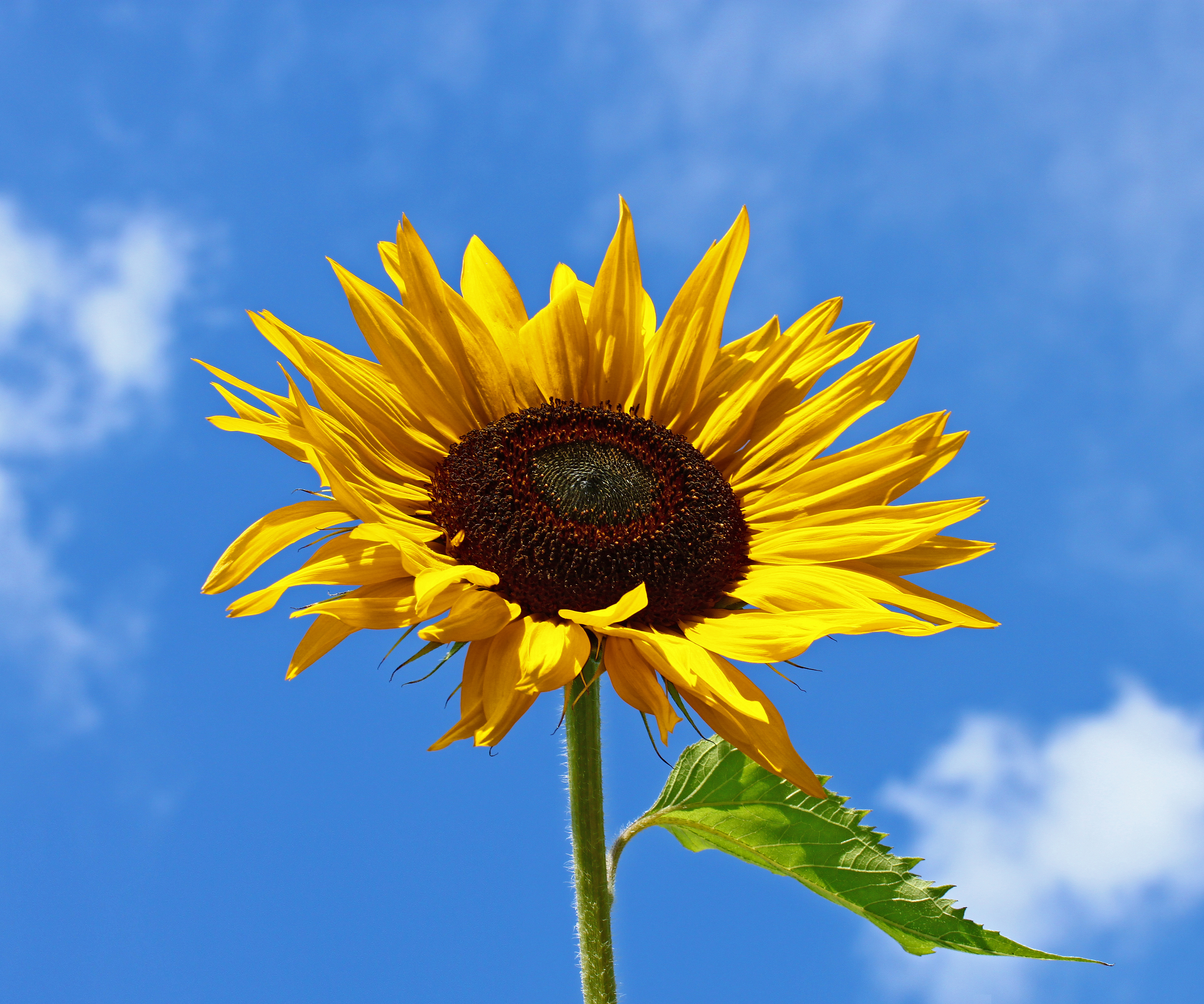
Zonnebloem, Helianthus annuus
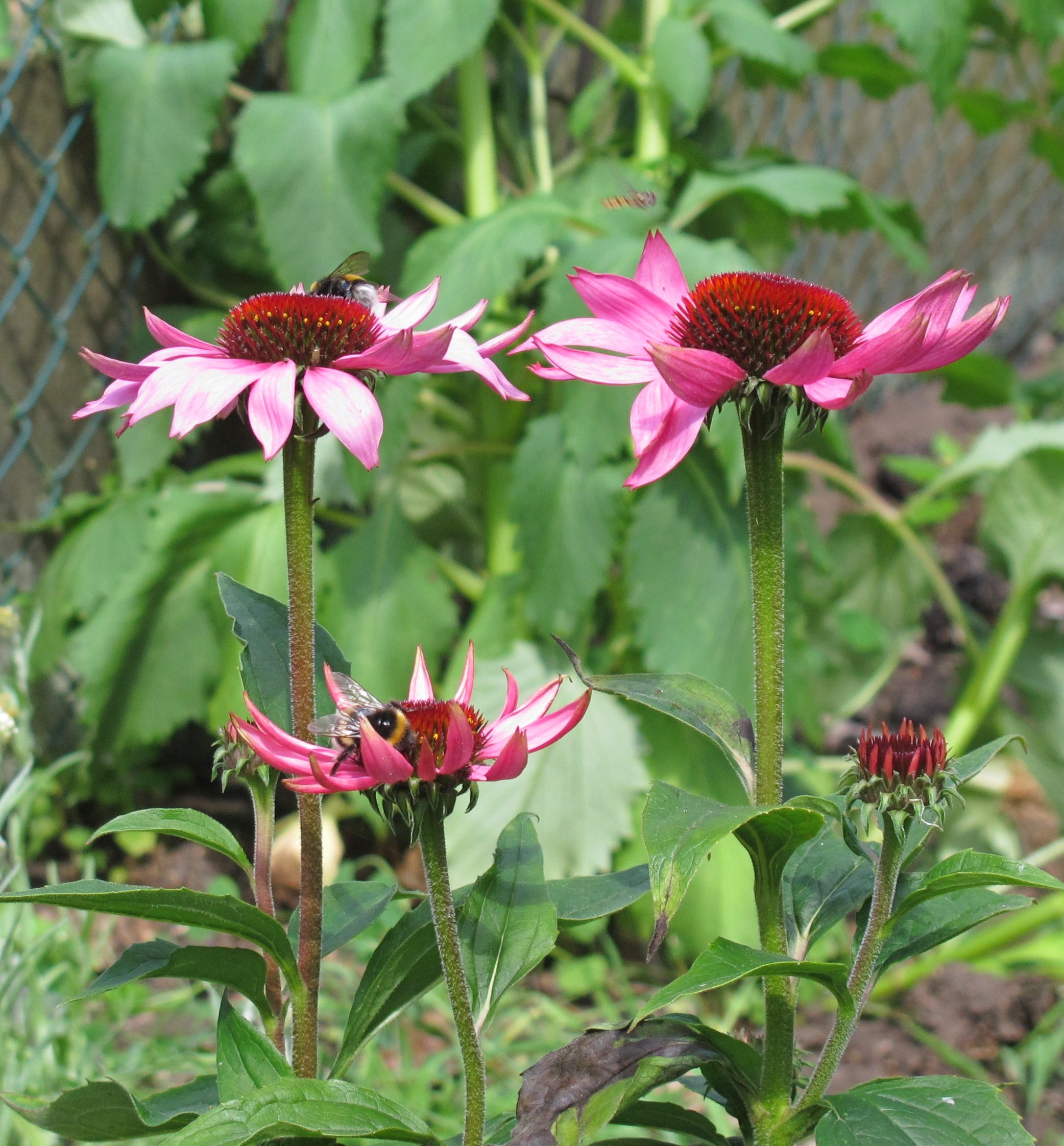
Rode zonnehoed, Echinacea purpurea
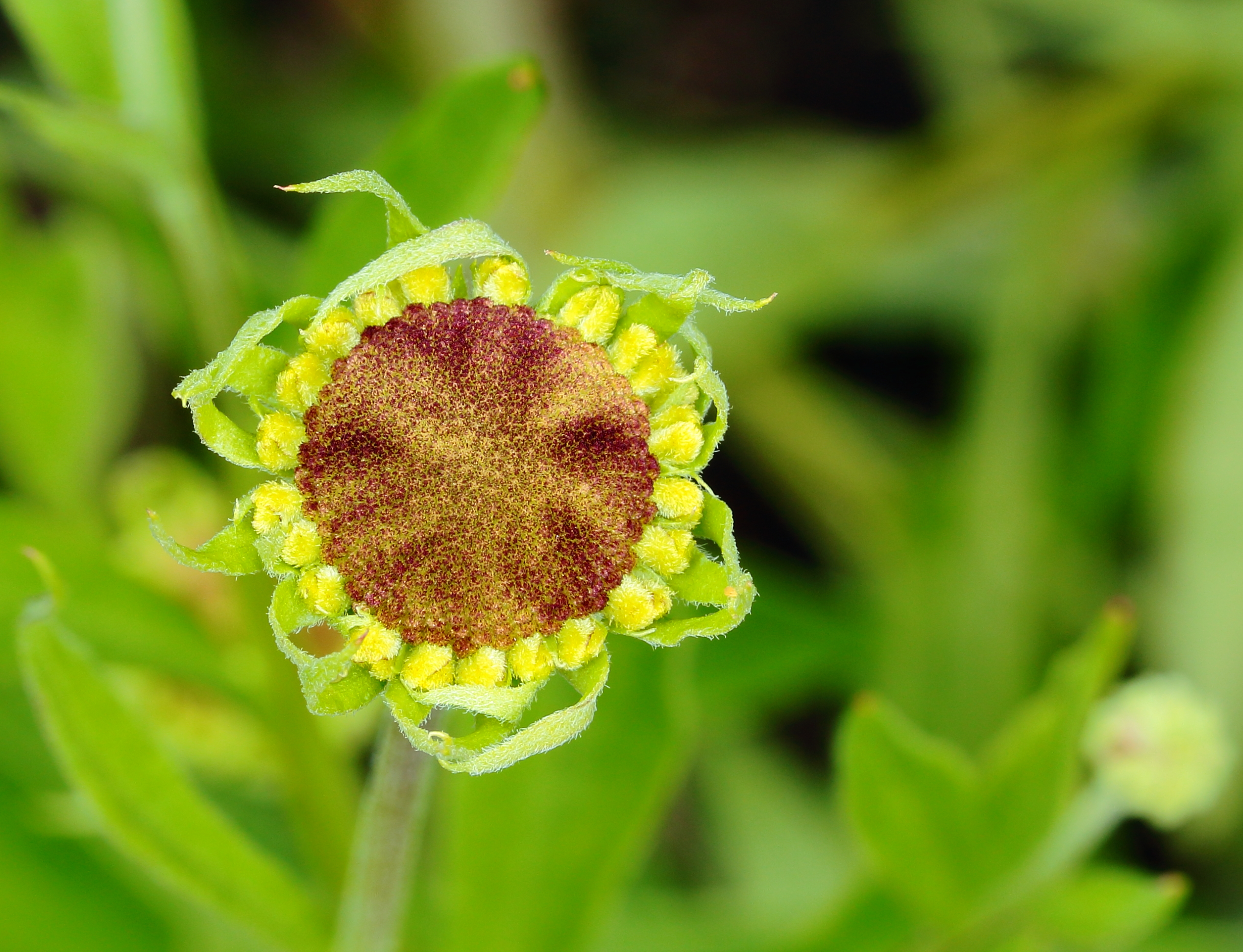
Zonnekruid, Helenium 'Vivace'
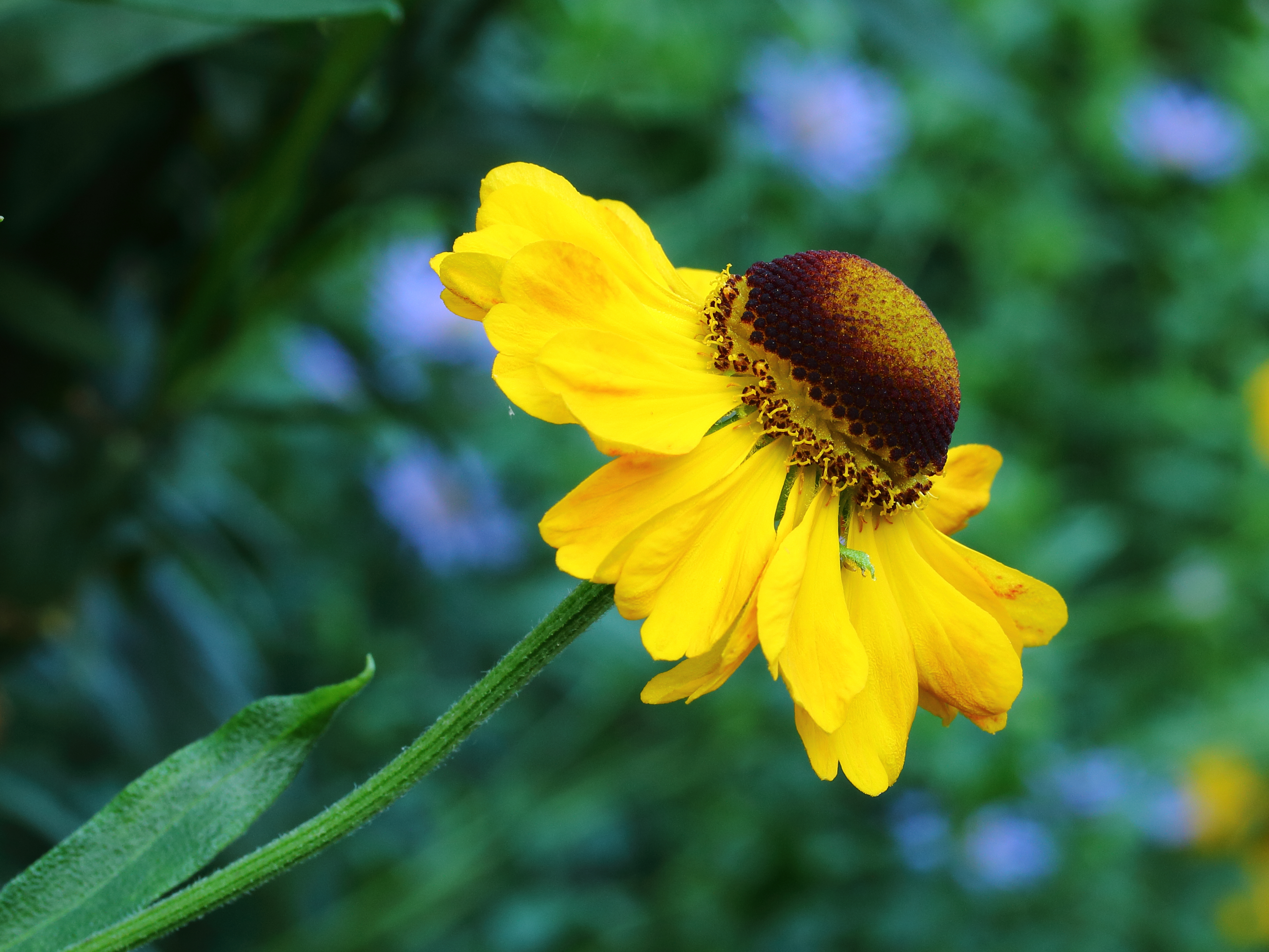
Zonnekruid, Helenium 'El Dorado'